# Iberiska halvöns förhistoria

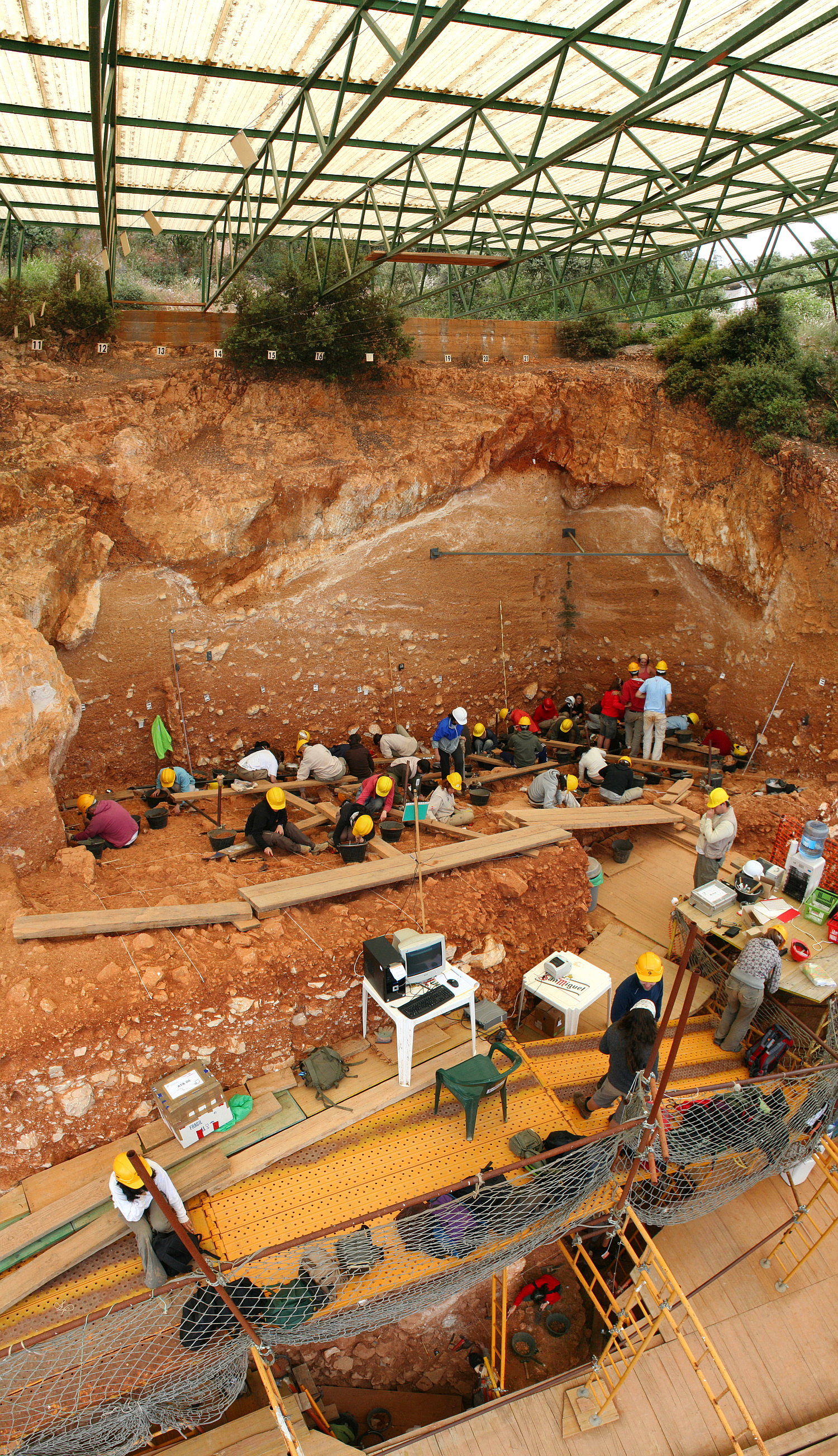
Utgrävningar vid Gran Dolina vid Atapuerca. På nivån TD-10, där den största gruppen av grävmaskiner befinner sig, har hittats paleolitiska verktyg från äldre stenåldern. På den lägre nivån under byggnadsställningen ligger nivån TD-6, där verktyg från tidig paleolitikum har hittats.

Iberiska halvöns förhistoria börjar med ankomsten av de första hominiderna för 1,3 miljoner år sedan och slutar med de puniska krigen, då territoriet träder in i den skrivna historien. På iberiska halvön finns några av de mest imponerande senpaleolitiska konstverken i form av grottmålningar i Altamira, som är världsberömda tillsammans med målningarna i södra Frankrike. Iberiska halvön var en viktig plats under tidig metalltid för kulturerna i Västeuropa med mineraler som koppar och tenn. Perioden var något av en storhetstid för iberiska halvön. Under järnåldern splittrades halvön i olika folkstammar och ingen central stat utvecklades utan området kom under inflytande av feniciska och grekiska kolonier slutligen blev den en viktig romersk provins tack vare sitt strategiska läge och sina många rika mineralförekomster. 

## Paleolitikum
Med människans utveckling menas vidareutvecklingen av den mänskliga arten. Sedan  Darwin publicerade Om arternas uppkomst 1859, har det formulerats flera hypoteser. Evolutionen har inte följt en rak linje, utan det har funnits variationer med olika arter på olika kontinenter. Historien för den mänsklig närvaron på Iberiska halvön går tillbaka över 1 miljon år, efter upptäckten av en av människans tidigaste förfäder vid Gran Dolina i Atapuerca, vilken har kallats Homo antecessor. Senare utvecklades Neanderthalaren. De första resterna av neanderthalare hittades på Gibraltar. Tidigare menade forskare att iberiska halvön var Neandertalarnas sista fäste i Europa men dateringarna var felaktiga på grund föroreningar. För cirka 40 000 år sedan uppträdde de tidigaste representanterna förHomo sapiens på Iberiska halvön.

### Lägre paleolitikum
Lägre paleolitikum börjar i Iberiska halvön med den första mänskliga bosättningen för cirka 1,3 miljoner år sedan, och slutar konventionellt för 128 000 år sedan. Den kan studeras främst från genom de mänskliga fossil och stenverktyg som hittats på olika arkeologiska fyndplatser. Den mest betydande platsen är Atapuerca. Platsen har gett många fossil av djur och rester av den tidiga människoarten Homo antecessor. En del fossil av homo visar tecken på att man manipulerat  benen med stenverktyg för att komma åt märgen. Detta är de äldsta bevisen för kannibalism i släktet Homo. 
I Sima de los Huesos har arkeologer hittat fossil av Homo heidelbergensis, daterade till för cirka 430 000 år sedan. Fynden härstammar från cirka 30 individer och de saknar tecken på bosättning och verkar inte vara resultatet av en katastrofal händelse. De antas vara ett tidigt bevis på begravningar.  DNA-analyser från dessa fossil tyder också på en process av kontinuerlig hybridisering mellan olika Homo-arter under hela denna period, fram till artbildningen av Homo neanderthalensis.

### Mellanpaleolitikum
Mellanpaleolitikum (cirka 128 000 – 40 000) domineras av en långvarig bosättning på den Iberiska halvön av Homo neanderthalensis eller, mer populärt, neandertalare. Denna art hade en tyngre kropp, högre lungvolym och en större hjärna än Homo sapiens. Gorhams grotta (Gibraltar) innehåller ristningar troligen gjorda av neandertalare , vilket tyder på att de hade högre symbolisk tankeförmåga än vad man tidigare antagit. Denna period, liksom den föregående, studeras huvudsakligen från fossiler och stenverktyg, som utvecklas till mode 3 kultur eller med ett annat ord Mousterian. Det finns inga bevis för större användning av ben eller horn för tillverkning av verktyg under neandertalarnas tid. De mycket få bevis för användning av trä kan däremot förklaras av bevarandeförhållande.
Till skillnad från lägre paleolitikum, då bosättningarna vanligtvis skedde på öppna oskyddade platser i terrängen. Grottor användes då mest för  speciella omständigheter som vid begravning, ibland vid verktygstillverkning och slakt, Under mellanpaleolitikum användes grottor alltmer för bosättning. Châtelperroniankulturen, som främst är företrädd i södra Frankrike utvecklades under den tidsperiod då Homo neanderthalensis och Homo sapiens samexisterade i Europa, och kulturen tillskrevs till en början Sapiens, men upptäckten av ett helt skelett av Neandethalensis förändrade saken och kulturen tillskrivs nu oftast Homo neanderthalensis. Vissa förhistoriker kallar perioden senmoustérien. Kulturen är dock omdiskuterad som en övergångsindustri. Kronologiskt sett tillhör den mellanpaleolitikum men den visar också på egenskaper hos de senpaleolitiska kulturerna.

### Senpaleolitikum

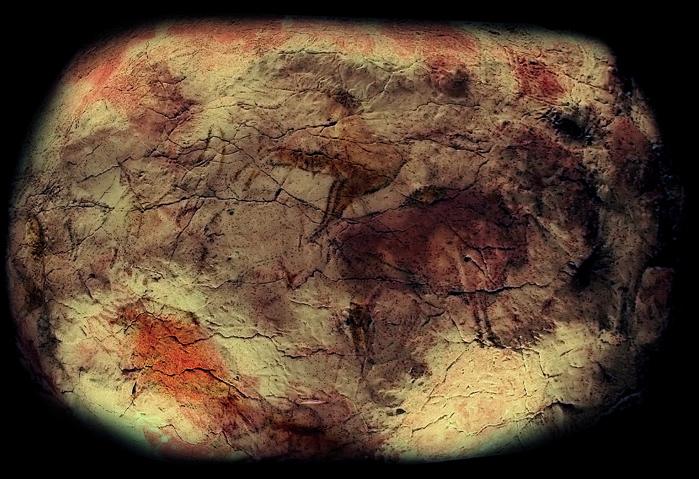
Målning i Altamiragrottan

Senpaleolitikum (ca 40 000 - 11,500 f.Kr) börjar med den så kallade aurignacienkulturen, vars äldre spår främst har dokumenterats i norra Iberiska halvön ( Asturien, Kantabrien, Baskien och Katalonien) Kulturen skapades av Homo sapiens. Den är senare utbredd över hela den iberiska halvön. Den efterföljande kulturen benämns Gravettian. I Kantabrien är de flesta lämningarna av Gravettian blandade med teknik av aurignacientyp. Kulturen anses därför vara en till området inkommande ny kultur, De första spåren av den moderna människans kolonisering av den inre och västra delen av  Iberiska halvön utgörs av gravettiankultur.
Då den  senaste istidens nådde sitt maximum isolerades Västeuropa från resten av Europa. Under denna tid utvecklades den så kallade Solutréenkulturen. De äldsta boplatserna på Iberiska halvön har hittats  i Les Mallaetes (Valencia), med C-14-datering på 20 890 f.Kr. I norra delen av halvön finns det två skilda tendenser av kulturen i Asturien och det Vasco-Kantabriska området. Viktiga platser med spår av kulturen är grottan Altamira och Santimamiñe. Nästa fas i den senpaleolitiska utvecklingen var  Magdalénienkulturen. Inflytandet av Gravettian från Medelhavets kuster kan fortfarande spåras under denna tid. Även I Portugal har det gjorts vissa fynd norr om Lissabon, vid Casa da Moura, Lapa do Suão. 

## Epipaleolitikum och mesolitikum
Omkring 10 000 f.Kr. inträffade en varmare period med snabb avsmältning av inlandsisen. Perioden kallas Allerød. Det stränga kalla klimatet under den senaste istiden mildrades. Denna klimatförändring sker samtidigt som den övre paleolitiska perioden slutar och den epipaleolitiska perioden börjar. Olika källor använder olika terminologi. I norra Europa kallas perioden mesolitikum i södra Europa oftare epipaleolitikum. Om epipaleolitikum inte ingår i den mesolitiska perioden blir mesolitikum en kort period på den Iberiska halvön. När klimatet blev varmare ändrade den sena Magdalénienkulturen på Iberiska halvön sin teknik och därmed kultur. Den viktigaste tekniska förändringen var att man började använda mikroliter och storleken på sten- och benverktyg minskar liksom i andra delar av världen. Grottorna med konst blev övergivna och fynd av konst blir mer sällsynta. Den konst som lever kvar görs mestadels på bärbara föremål, som småstenar eller på verktyg. Kosten förändras då det jaktbara viltet förändrades. Megafaunan försvann nästan helt när stäppen övergick i skogsmark. Djuren som jagas är av mindre storlek, mest rådjur eller vilda getter, kompletterade med fisk och skaldjur där det finns tillgängligt.

### Azilian och den asturiska kulturen
Den första epipaleolitiska kulturen är Azilien, även känd som mikrolaminär mikrolitism i Medelhavsområdet. Denna kultur är en lokala utvecklingen av Magdalenien. Kulturen utvecklas parallellt med andra regionala kulturer i Central- och Nordeuropa. Ursprungligen fanns kulturen mest i det gamla  territoriet för Magdalénienkulturen alltså i Vasco-Kantabrien och den större fransk-kantabriska regionen, men den Azilien spred sig så småningom även till delar av Medelhavets kuster på den Iberiska halvön. Kulturen levde i ett mycket varmare klimat, vilket ledde till täta skogsmarker och att stora flockdjur ersattes med mindre och mer svårfångade skogsinvånare.
En arketypisk plats med azilienkultur på den iberiska halvön är Zatoya  i Navarra). Det är svårt att skilja de tidiga elementen av Azilien från de sena spåren av Magdalenien. Denna övergångsplats dateras till 11 760 f.Kr.  Helt utvecklad Azilien på samma plats dateras till 8 150 f.Kr., och den följs senare av uppkomsten av den geometriska stenbearbetningen. Den gemetriska tiden fortsätter fram till keramikens ankomst då det subneolitiska stadiet börjar.
I Medelhavsområdet kallas i stort sett samma materiella kultur ofta för mikrolaminär mikrolitism eftersom den saknar den benindustri som är typisk för den fransk-kantabriska azilienkulturen. Kulturen finns i delar av Katalonien, Valencia, Murcia och vid Medelhavet i Andalusien. Den har daterats i Les Mallaetes till 10 370 f.Kr. Den lokala asturiska kulturen var en efterföljare till aziliankulturen, med utbredning något västerut. Den asturiska kulturen hade ett utmärkande verktyg. Det var en hacka som användes för att plocka snäckor från klippor.

### Geometrisk mikrolitism
I de sena faserna av epipaleolitikum kommer en ny trend från norr: den geometriska mikrolitismen, direkt relaterad till Sauveterrian ochTardenoisienkulturen i Rhen-Donau-regionen. Dessa kulturer påverkade den fransk-kantabriska regionen mindre och förändrade inte azilienkulturen nämnvärt. Kulturen har lämnat fler spår i Spanien och Portugal. Den geometriska mikrolitismen i medelshavsområdet har två faser:
- Filador fasen var direkt besläktad med den franska Sauveterrian och fanns i främst i Katalonien, norr om floden Ebro.
- Cocina fasen hade större utbredning och fanns på många platser bland annat Málaga. Den fas hade ett starkt beroende av fiske och insamling av skaldjur. De portugisiska platserna söder om Tajo, Muge-gruppen har dateringar till ca 7350 f.Kr.[7]

### Konst

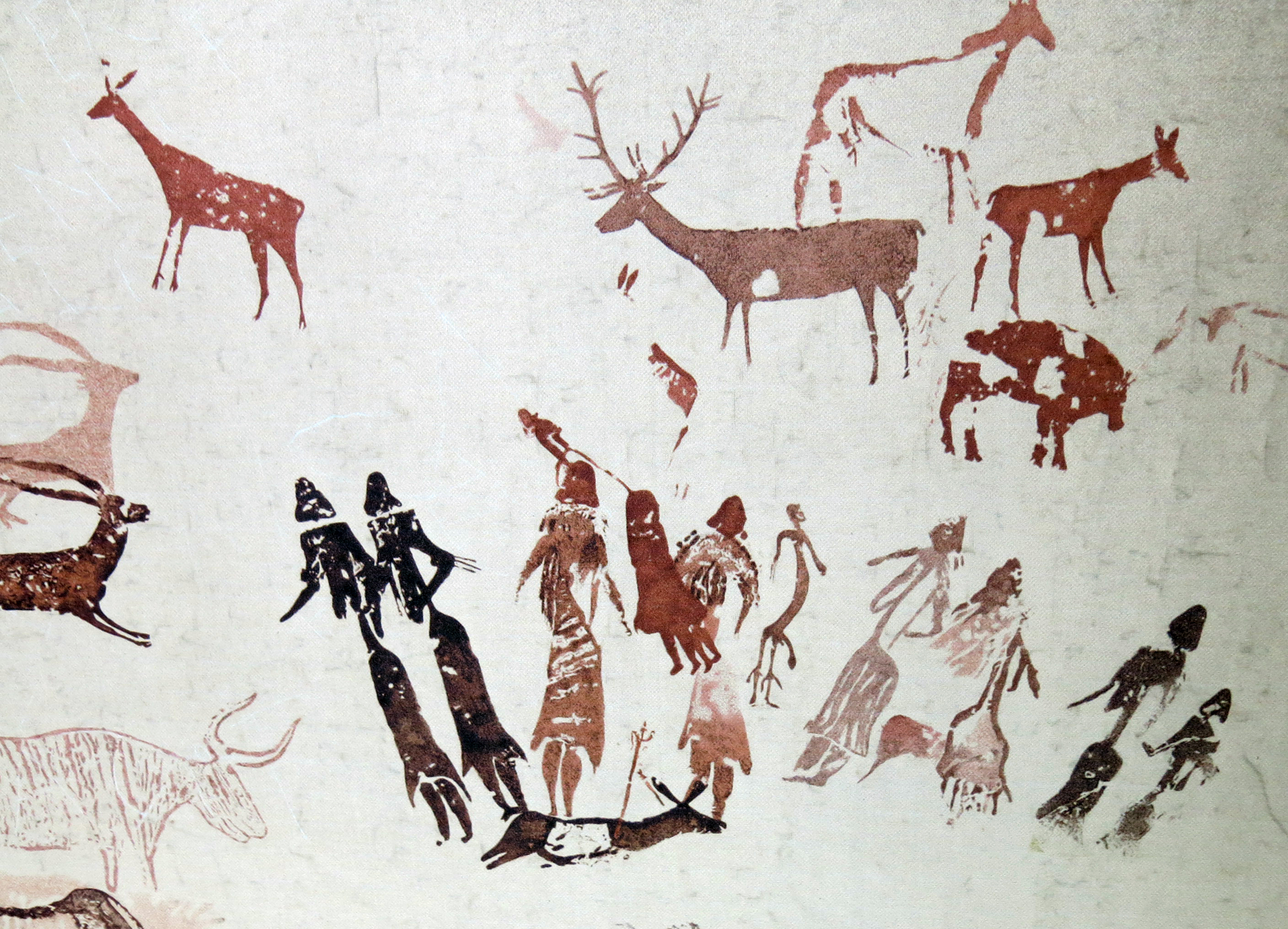
Coguls dans, efter Henri Breuil

De levantinska hällmålningar som har hittats på över 700 platser längs den östra sidan av Iberiska halvön är de mest avancerade och utbredda som överlevt från denna period i Europa. Den skiljer sig från den senpaleolitiska konsten som finns i norra Spanien. Konsten har berättande scener med små skissartat målade människofigurer ofta skildrande scener. De skiljer sig från de suveränt skildrade enskilda djurfigurer som kännetecknar den paleolitiska konsten. De överlägset vanligaste scenerna är jaktscener, men det finns scener med strid och dans, och rurala med skötsel av tamdjur och jordbruksscener. I vissa scener visas honungsinsamling, mest känd på Cuevas de la Araña en Bicorp. Människor är nakna från midjan och uppåt, men kvinnor har kjol och män ibland kjolar eller damasker eller byxor av något slag, och huvudbonader och masker ses ibland, vilket kan indikera rang eller status.

## Neolitikum på den iberiska halvön

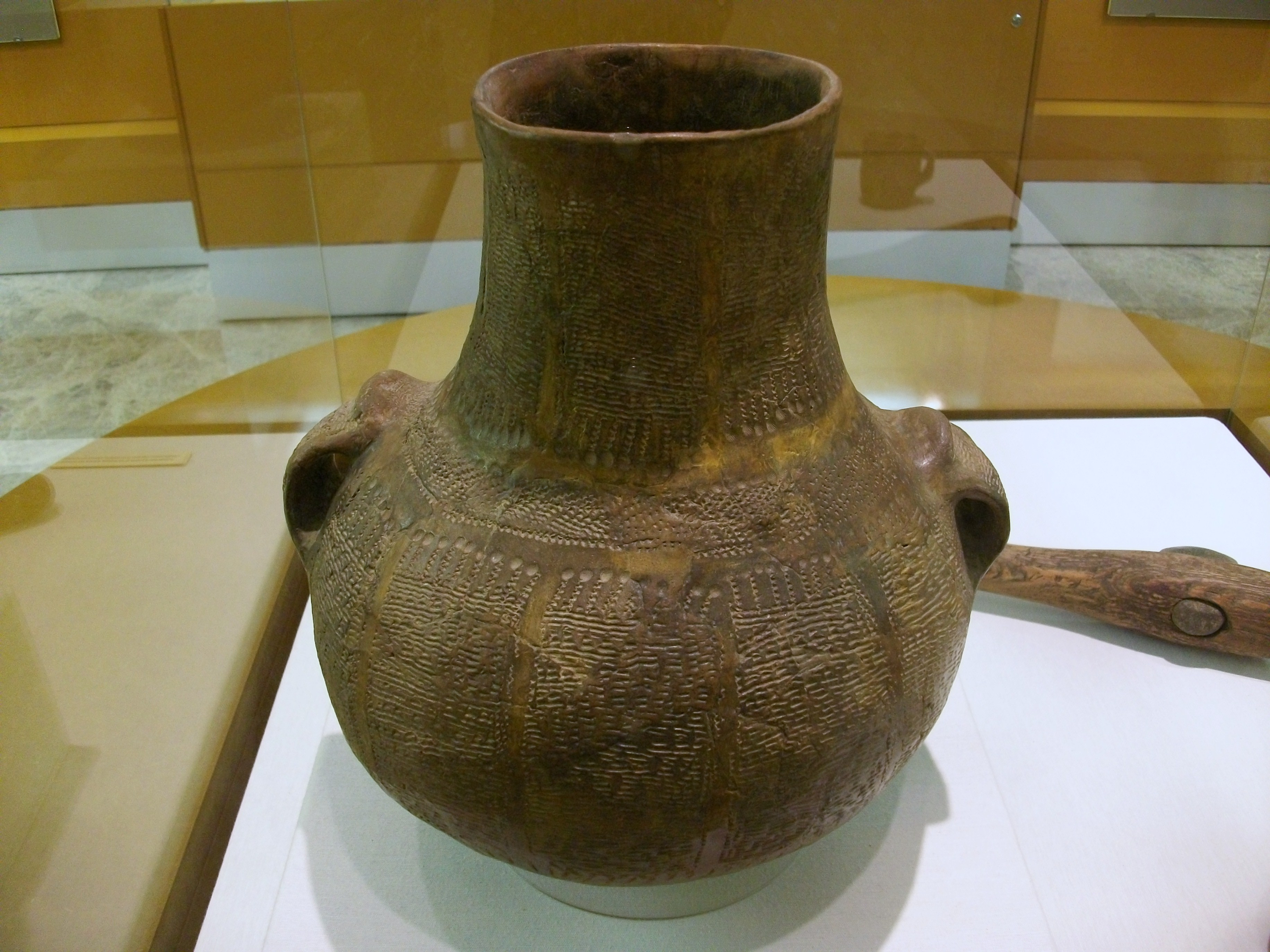
Vas på Valencias förhistoriska museum dekorerad med intryck av hjärtmusslan

Neolitikum inleddes cirka 5000 f.Kr. och varade till omkring 3000 f.Kr. Ungefär 3000 f.Kr. blev kopparsmältningen så utbredd att en ny period, den kalkolitiska perioden börjar. De allra äldsta neolitiska fynden på den iberiska halvön är ännu äldre och har daterats till omkring 5700 f.Kr. Det var så kallad Kardiumkeramik utmärkande för medelhavsneolitikum som har hittats i östra delen av iberiska halvön. Ett fåtal lämningar av denna kultur har hittats så långt västerut som Portugal, men dess huvudsakliga utbredning var mest runt Medelhavets kuster  i Katalonien, Valencia, Ebrodalen, och på Balearerna. Under sjätte årtusendet f.Kr. kommer de första jordbrukarna också till Andalusien. Deras ursprung är osäkert men Medelhavet är en seriös kandidat. Vid ankomsten har de redan utvecklade grödor  som spannmål och baljväxter. Förekomsten av tamdjur är osäkrare eftersom endast rester av gris och kanin har hittats och dessa ben kan ha tillhört vilda djur. Man konsumerade stora mängder oliver, men om detta träd odlades eller skördades i sin vilda form är oklart. Jordbrukarnas typiska artefakt är keramiken i La Almagra-stil. Det är allmänt accepterat att neolitiseringen kom utifrån, liksom i resten av Europa. Impulserna kom från mellanöstern och trängde in på halvön via kulturer vid Medelhavet. Särdragen skapades då den importerade kulturen smälte samman med de inhemska och utvecklade sina särdrag i regionen. Neolitikum i Andalusien påverkade också andra områden, särskilt södra Portugal. Där byggde de första dösgravarna omkring 4800 f.Kr., strax efter jordbrukets ankomst. Gravarna tillhör de äldsta i sitt slag.

### Forskningshistoria
Bröderna Henri och Louis Siret arbetade som gruvingenjör i Andalusien. Under åren 1881 till 1886 utforskade de två bröderna grottorna i området vid sidan av sin yrkesverksamhet. De upptäckte de många benfynd, keramik, kopparvapen och guld- och silversmycken. År 1887 publicerade de sina resultat under titeln Les premiers âges du métal dans le Sud-Est de l'Espagne. Verket var rikt illustrerat. Henri återvände till Flandern 1886, men Luis  Siret fortsatte sin forskning i Almizaraque, El Argar, Gorafe, Los Millares och på andra platser. Stora delar av hans arkeologiska samling finns nu i Museo Arqueológico Nacional de España i Madrid och i Almerías museum, som han anses vara initiativtagare till.
Sirets arbetade med den tidigneolitiska byn El Garcel i Almeira. Det är typboplatsen för den tidiga fasen av Almeirakulturen. Almeirakulturen anses täcka tiden 5500 till 4 300 f.Kr. Kulturen är bäst representerad av materialet från El Garcel. Den jordbrukande befolkningen bodde i öppna samhällen i hyddor med förrådsgropar. De anlade kistgravar som täcktes med runda högar. Fynd innefattar slät grov keramik med rund eller spetsig botten. Spetsar för jakt var av flinta i trapetsform. Keramiken är besläktad med den som kallas Western Neolitic och är spridd på Iberiska halvön, brittiska öarna och delar av västra Europa. 
Sirets viktigaste utgrävning  var av den av Los Millares en stor bosättning från kopparåldern innanför stenmurar med en stor ansamling av megalitgravar utanför det muromgärdade området. Platsen har tolkats olika som koloni från östra medelhavsområdet och som ett lokalt utvecklat samhälle men oavsett vilket så hade platsen mycket stor betydelse för utvecklingen i Spanien under kopparåldern.
Den teoretiska modell som arkeologerna först skapade såg ursprunget till neolitikum genom att människor via Medelhavets kuster hade koloniserat kustområdet och gradvis expanderat till iberiska kusten. Modellen kallades för framstegsvågen. Sen började arkeologer försvara ett inhemska ursprung för boskap och jordbruk. De baserade dessa åsikter på jämförelser mellan C14-dateringarna av några andalusiska boplatser Cueva Chica de Santiago eller La Dehesilla och platser i spanska Levante. Sedan skapades en blandad modell som erkände att ankomsten av befolkningar från andra områden i Medelhavet, hade betydelse för att den inhemska befolkningen anpassade sig till ett neolitisk levnadssätt med en blandning av främmande och inhemska element. Denna tolkning antar att de första neolitiska bosättningarna etablerades på kusterna, modellen för maritim kolonisering. Andra arkeologer menar att ett utbytesnätverk har spritt jordbruket över hela Västeuropa, utan nödvändigtvis inbegripa förflyttningar av befolkningar. De inre områdena och de norra kustområdena var också marginella i denna spridningsprocess av jordbruket.
Den neolitiska periodens jordbruk och boskapsskötsel skapade nya ekonomiska förutsättningar och befolkningen bosatte  sig nu permanent. Boskapsskötsel dominerande över jordbruket i de flesta områden, på grund av naturliga förutsättningar. Överskottet av jordbruket och boskapen ledde till större specialisering och arbetsdelning, och med överskottet kom också sociala skillnader. Jordbruksredskap utvecklades, men var inledningsvis enkla såsom hackor, skäror och handkvarnar. Hantverk i trä-, horn- och benarbeten utvecklades. Keramik var av stor betydelse för konservering av mat och dess tillagning. Jordbruket odlade vete och korn och bevisas indirekt av verktyg som handkvarnar men också direkt, från bevarade korn eller avtryck av korn i keramiken. Boskapsuppfödning kan verifieras av fynd av ben som dokumenterar konsumtionen av kor, får och svin.

## Viktiga fyndplatser
På iberiska halvön under neolitikum är ockupationen av grottor fortsatt vanliga. Det råder dock ingen brist på bosättningar i det öppna landskapet dokumenterade över hela den iberiska halvön exempel som  La Draga, Mas d'Is eller La Lámpara. 

### Perdigões
Platsen  Perdigões var en viktig plats  som ligger i Reguengos de Monsaraz i Portugal. Platsen har flera olika strukturer, flera vallgravar, multifunktionella utrymmen inklusive bostäder, en komplex nekropol och en grupp menhirer. Utanför platsen finns en cromlech.De äldsta är daterade till att vara cirka 5 500 år gamla. Menhirerna finns öster om resten av komplexet, i området man passerar från den naturliga amfiteatern till slätten i Alamo-dalen.  Vallgravarna har olika former, sju är raka ( linjära), tre är slingrande och en hade en palissad. Vallgravarna avgränsar flera breda områden.  Anläggningar för sädesförvaring, bostadsområden, och flera gravmonument hittades också på platsen. Vissa gravar var underjordiska och andra halvt underjordiska. Gravarna hade  en  gång (korridor) och kammare, med flera områden för begravningar. Förutom dessa monument upptäcktes också gravar av typen kroppsbegravningar, både primära gravar och sekundära där kroppsdelar har blivit återbegravda efter ha behandlats efter döden. Gravar med mänskliga kremeringar, som kunde tidfästas till omkring 2500 f.Kr. Kremeringar var sällsynta under denna historiska period. Fynden på platsen omfattar 20 små statyer i elfenben daterade till 4 500 år f.Kr. som har hittats där sedan 2011.   Almendres Cromlech i Évora har megaliter från slutet av femte årtusendet till början av 3:e årtusendet f.Kr.
Evora  har fler förhistoriska platser av intresse, Anta Grande do Zambujeiro, är daterad till mellan 4000 och 3000 f.Kr. Dösen i Cunha Baixa, i Mangualde kommun, är daterad till mellan 3000 och 2500 f.Kr.  Salemasgrottan användes som begravningsplats under neolitikum vilket är bara ett exempel på användningen av grottor för begravningar.

### Dólmenes de Antequera

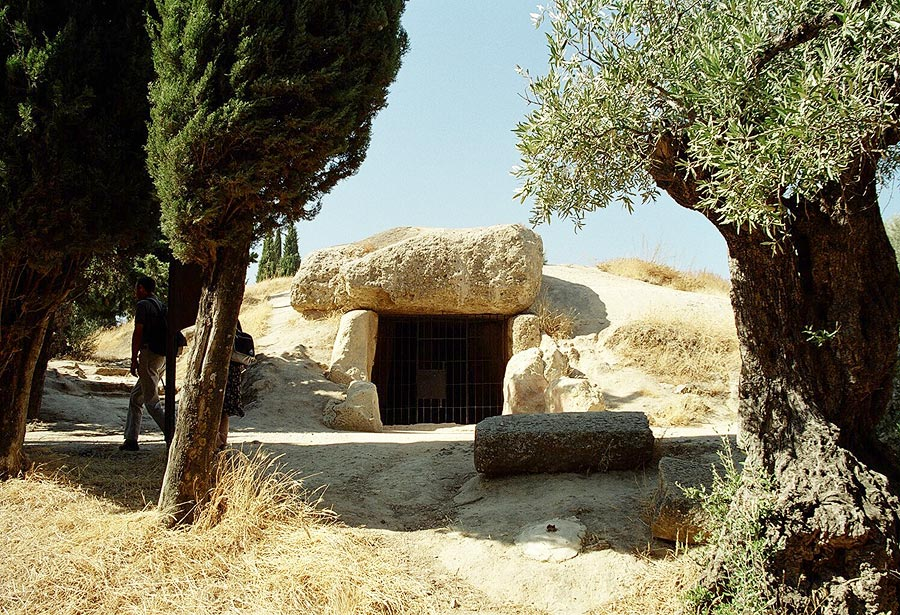
Dös i Menga Antequera.

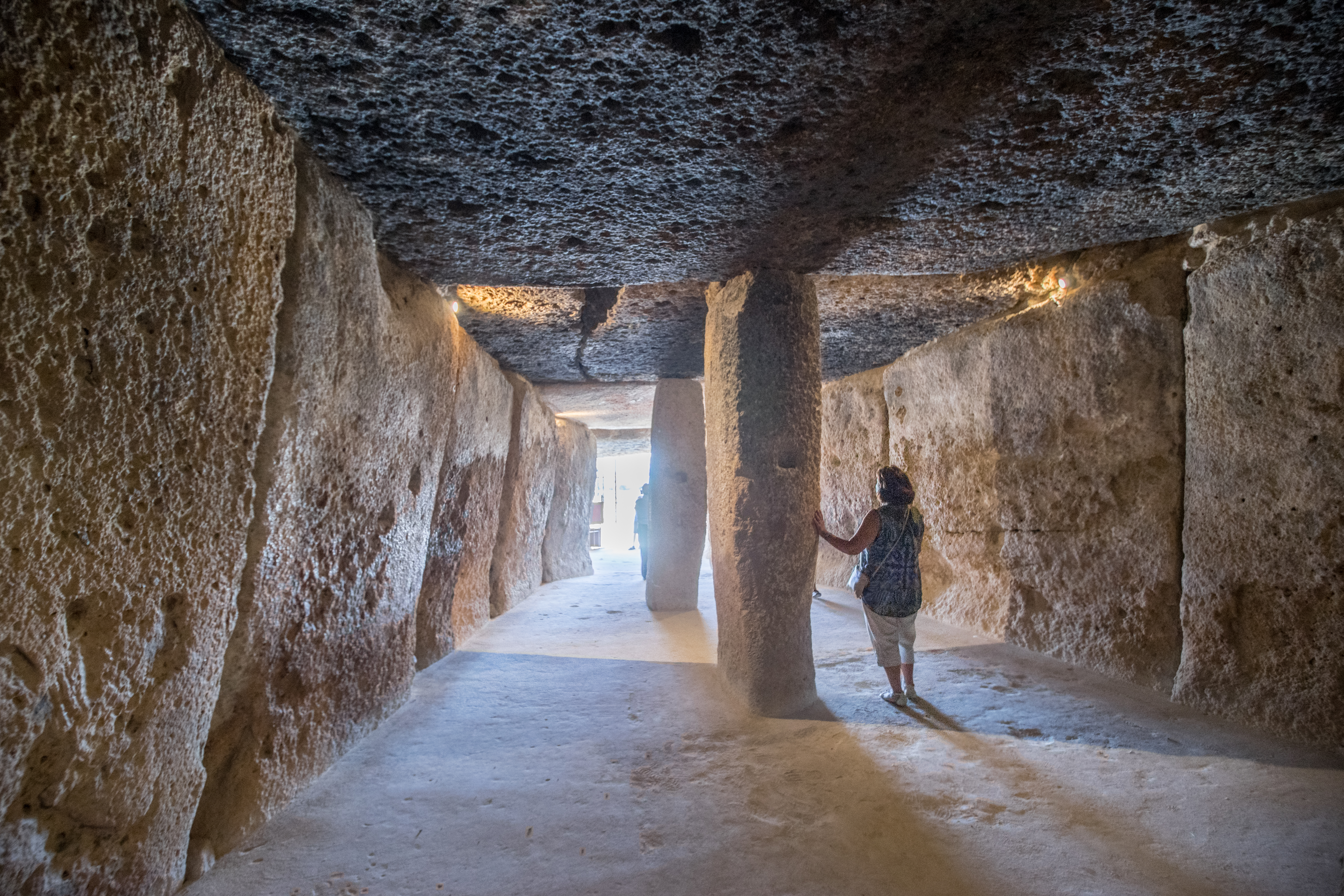
Dös i Menga, Antequera megalitgravar, cirka 3700 f.Kr.

I södra Spanien, 5 mil norr om Malaga finns en stor dös som öppnades i slutet av 1800-talet. Den dolde en lång gång med stödjande pelare. Dösen i Menga byggdes mellan 3800 och 3600 f.Kr.. Den är upptagen på Unescos världsarvslista, tillsammans med två andra megalitgravar som också har hittats i området och är en av de största megalitgravarna i Europa. Den översta av stenarna väger 150 ton. Dösen mäter 27,5 meter i längd, 6 meter i bredd och 3,5 meter i höjd. Stenarna har studerats petrografiskt och stratigrafiskt och de flesta var så kallade calcareniter som är lätta att bearbeta. Fem olika bergarter matchar de bergarter som fanns i en berghäll en kilometer bort. Stenarna har troligen hämtats från den platsen. Graven är orienterad i en riktning mot de närliggande bergen och vid soluppgången skapas ett mönster av ljus och skugga inne i kammaren. Dólmenes de Antequera dateras till efter cirka 3700 f.Kr.

## Neolitiska kulturer
Den första fasen av neolitikum daterad till det sjätte årtusendet f.Kr. har efterlämnat en kultur med kardiell keramik. Keramiken är dekorerad med intryck av musselskal (cardium edule). Fynd har gjort i Katalonien, Levante och Andalusien. Vid fyndplatserna finns spår av jordbruk, även om boskapen dominerar ekonomin. Men i bergen i västra Andalusien bland annat i grottorna Chica de Santiago och Cueva de la Dehesilla samt vid Sevilla och Cádiz, finns det tidiga neolitiska lämningar med annan keramik, red slip keramik, och tamdjur. För dessa boplatser finns okalibrerade dateringar ända tillbaka till början av det sjätte årtusendet f.Kr. 
Enligt C-14-dateringar tillhör de arkeologiska fynden i Sierra de Atapuerca och i  Arlanzónbäckenet i Burgos på den norra platån äldre delen av neolitikum. Dateringarna ger en hög ålder till den sista tredjedelen av det sjätte årtusendet f.Kr. Fynden kommer från grottor och från öppna bosättningar. Fynd består av inhemska sorter av vete och korn, getter och får, neolitisk keramik, och polerade artefakter i sten. Sänkan i Bureba, Sierra de Atapuerca och dalen i Arlanzón var en naturlig korridor som förband Ebros flodbäcken med Dueros bäcken. Denna naturliga korridor har en tätt med neolitiska boplatser i grottor och fritt i landsksapet och flera megalitiska strukturer. Det var en av vägarna som den neolitiska kulturen på iberiska halvön tog från Levante mot den norra platån.
Från 5000 f.Kr. inleds en andra neolitisk fas med en expansionen över resten av halvön. Bosättningar etableras i Ebrodalen och i Baskien. Kulturen med så kallade gropgravar utvecklades i Katalonien. Gravar var enskilda med gravgåvor, som täcktes av stora plattor. De skapade en mycket avancerad keramisk teknik. Jordbruket dominerade i denna kultur med gropgravar och samhället var uppdelat i sociala grupper. 

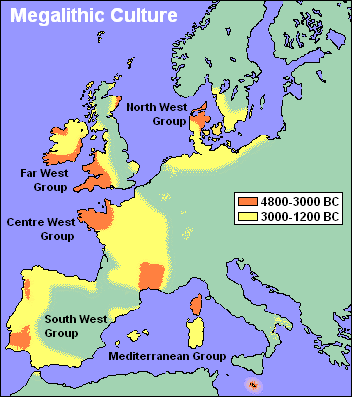
Utbredning och utvecklingen av den europeiska megalitiska kulturen

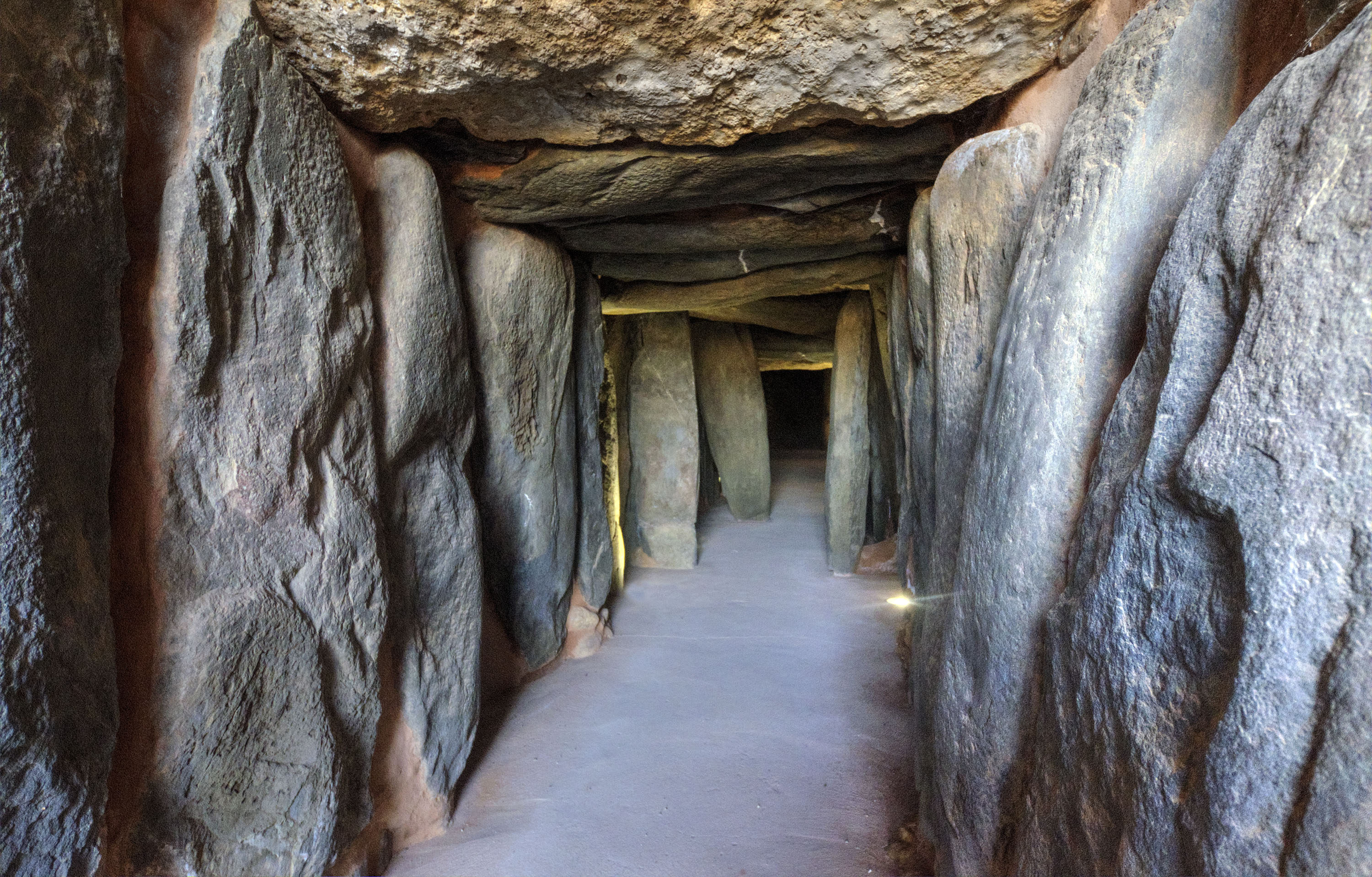
Megalitgraven upptäcktes 1922 och daterades till det tredje årtusendet f.Kr. Den har en cirka 20 meter lång gång som slutar i en kammare cirka 3 meter i diameter. Åtta begravda hittades i kammaren.

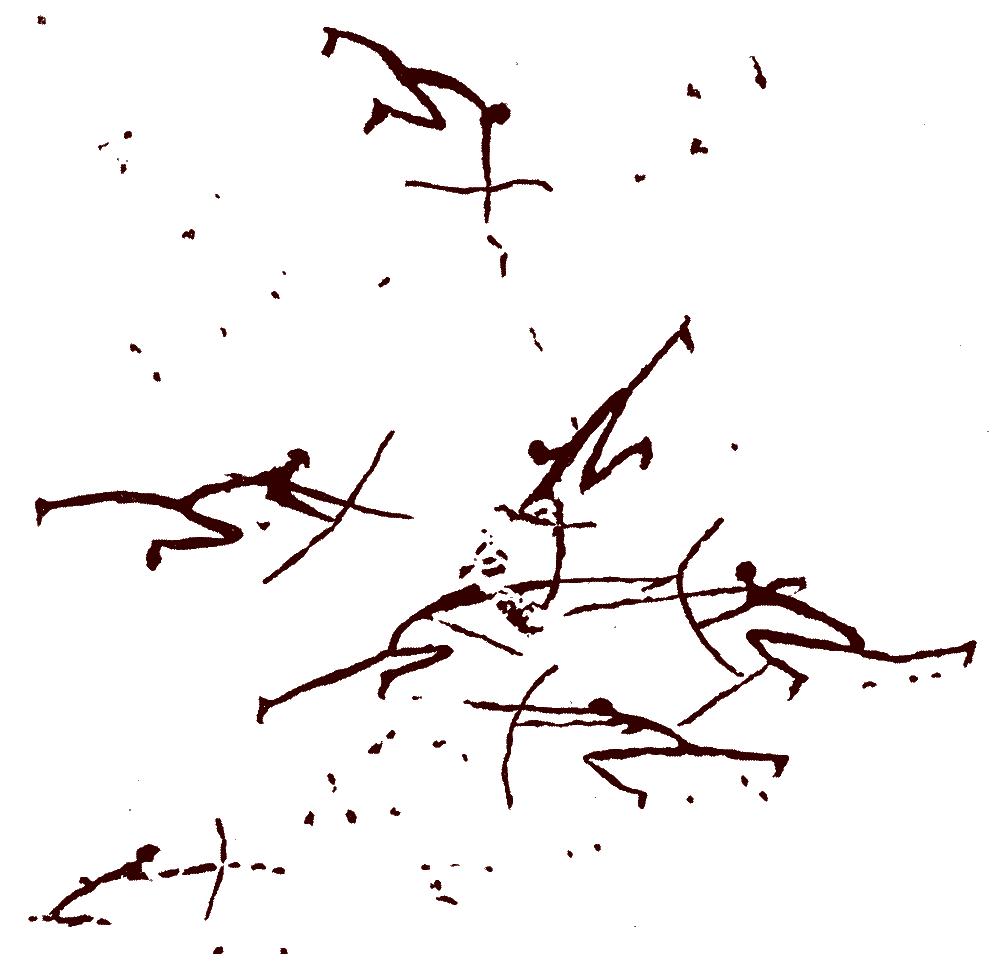
Exempel på klippmålningar

Längre söderut på iberiska halvön omkring 3700 f.Kr. dominerade den megalitiska kulturen med en trend mot kollektiva begravningar. Kulturens  centrum fanns i området Almeria. Så kallade Levantinska målningar var också ett karakteristiska för halvöns neolitiska tid. De finns ofta på klippskydd i de inre bergen och avbildar gruppscener, ofta med mycket dynamsika scener och stiliserade människofigurer. Figurerna är mer schematiska och abstrakta än i den kantabriska senpaleolitiska konsten.

### Gropgavskulturen
Gropgravskulturen (spanska "Cultura de los Sepulcros de Fosa"), etablerades i Katalonien under mellersta neolitikum och varade till början av det tredje årtusendet f.Kr. Denna kultur  kopplades ursprungligen till Almeriakulturen, men senare forskning ser den besläktad med Cortaillod-kulturen i Schweiz, Lagozza-kulturen i norra Italien och Chasseen-kulturen i Frankrioke. Kulturens namn kommer från dess karakteristiska begravningar från katalanskans Sepulcres de Fossa som kan översättas som gropbegravningar. Kulturen indelas i tre  regionala underavdelningar. Vallesian i södra halvan av Barcelona-provinsen med enkla gropar. Solsonian mellan floderna Llobregat och Segre med nedgrävda kistor. och den tredje gruppen Empordanian  i nordöstra Gironaprovinsen, med hällkistor under hög och megalitgravar med gång. Boplatser har hittats vid La Serreta (Vilafranca del Penedès), Bòbila Madurell (Sant Quirze del Vallès), Can Roqueta/Torre Romeu (Sabadell) med flera. Vissa grottor användes också som bostad, Cova Gran är ett exempel.

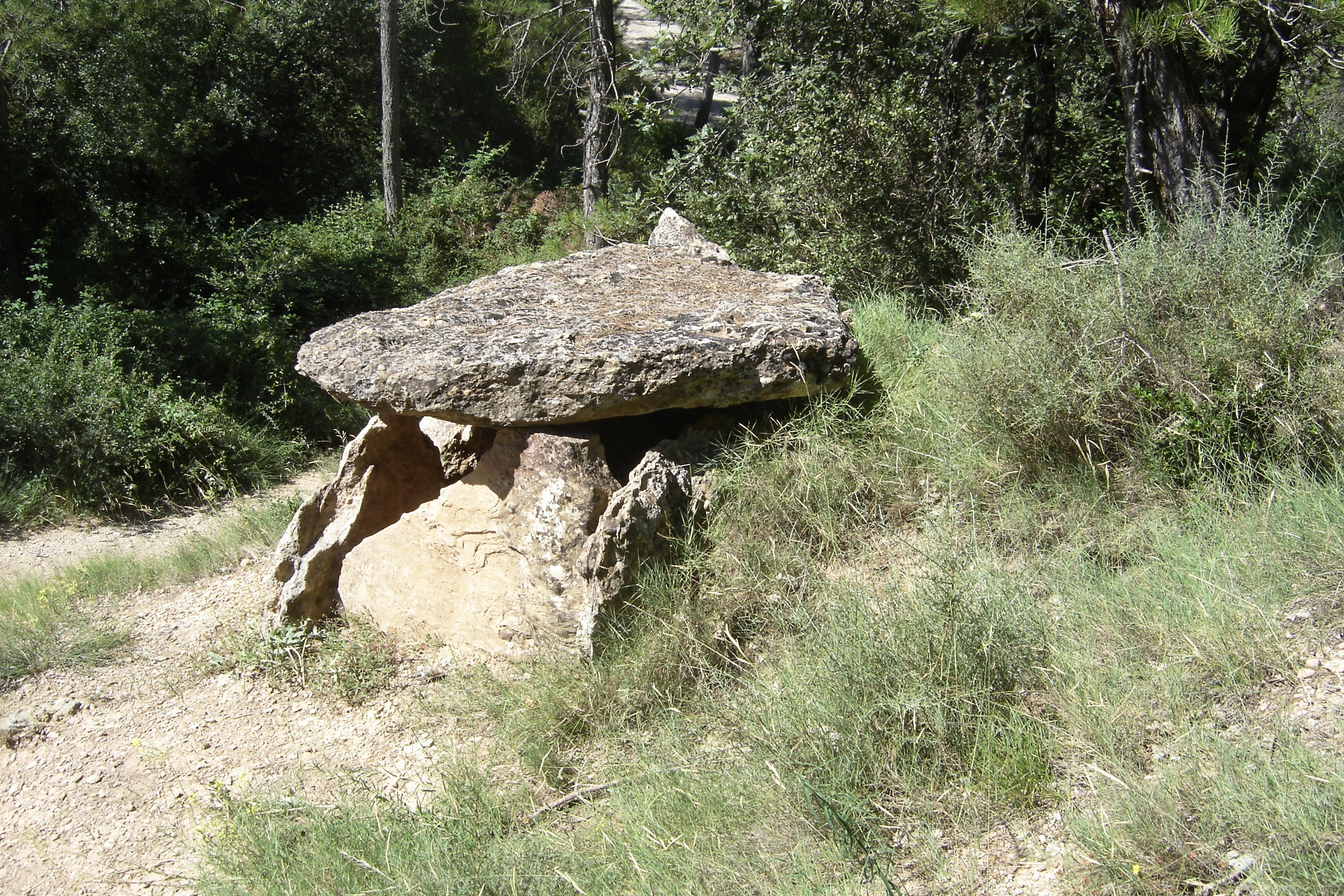
Kista I av Ceuró necropolis (Castellar de la Ribera, Lleida provinsen)

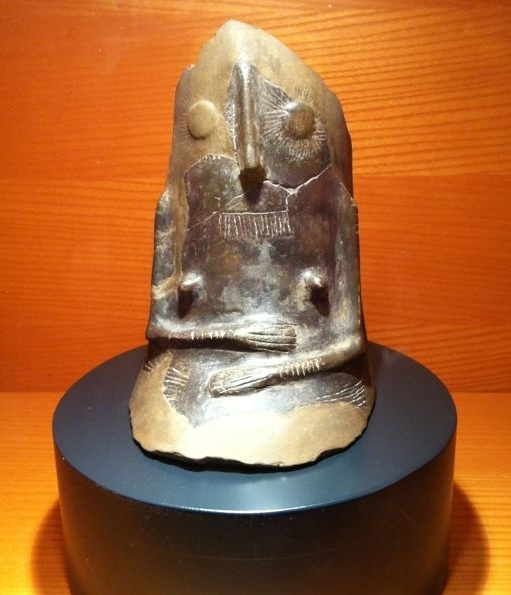
Venus of Gavà in the Gavà Museum and the Gavà Mines Archaeological Park

Keramiken är i allmänhet slät och är vanligtvis karenerad. Dekor är ovanligt och den dokumenterade påminner Chasséen-keramik. Den så kallade Gavà Venus är ett ofullständigt figurkärl med solformade ögon, reliefnäsa, kamformat halsband, reliefbröst och reliefarmar vilande över förstorad mage. Den har tolkats som en fruktbarhetsgudinna. 
Gravar utgjordes av gropar som grävdes ner i marken med stenplattor som antingen bara täckte gropen eller bildade en mer komplex arkitektonisk struktur av megalitisk karaktär med en kammare som skyddade den begravda individen. Strukturerna bildade bara av plattor kallas kistor(engelska Cist). Många exempel på kistor har hittats i Solsonès-området som bildar en kulturell undergrupp. Flera gravfält (nekropoler) är kända, som Camí de Can Grau, Mines de Gavà, Plà del Riu de les Marcetes, Bòbila Madurell, Can Gambús med flera. Gravarna var ensangravar  i sällsynta fall för två personer. Även om återanvändning av samma kammare förekommer. Kropparna lades i graven med armar och ben böjda. Huvudet placerades i öster och benen i väster. Gravarnas byggnad är lika liksom gravgåvorna. Gravgåvor består av odekorerad slät keramik, polerade stenyxor, pilspetsar av flinta, knivar, bennålar och halsband gjorda av mineralet variscit som fanns i närområdet. Gropgraven var en ny typ av begravningssed i regionen. Tidigare neolitiska begravningarna gjordes ofta inne i grottor. Véraza-kulturen kommer senar att återanvända grottor som begravningsplatser samtidigt med uppförandet av megalitiska strukturer.

## Kalkolitikum
Den kalkolitiska åldern eller kopparåldern är den tidigaste tiden med metaller som ett viktigt element i samhället. Koppar, men också ädelmetallerna silver och guld började bearbetas då. Dessa mjuka metaller kunde inte ersätta stenverktyg för de flesta ändamål. Kalkolitikum var också en period med ökad social komplexitet och uppdelning av samhället i olika skikt. På Iberiska halvön uppkom de första mer civiliserade samhällena och omfattande nätverk för utbyte som sträckte sig inte bara på Medelhavet utan till Baltikum och Afrika.  Början av kalkolitikum på Iberiska halvön dateras konventionellt till cirka 3200 f.Kr. Under de följande århundradena blev metallvaror, ofta dekorativa eller rituella, allt vanligare. Det gäller särskilt på södra delen av halvön. Dessutom ökade varuutbytet med avlägsna platser: bärnsten hämtades från Östersjön och elfenben och strutsägg från Nordafrika. Ett exempel på detta avseende hittades i graven Tholos de Montelirio, Ivory Lady.
Även om megalitgravarna redan fanns under neolitikum är kalkolitikum perioden för deras stora expansion med tillhörande kollektiva begravningsseder. Under den tidiga kalkolitiska perioden expanderar detta fenomen, kanske med religiösa undertoner, längs Atlanten och även genom södra delen av halvön. Megalitgravar finns också i praktiskt taget alla europeiska regioner vid Atlanten. Större delen av inlandet och östra kusten mot Medelhavet är däremot fortfarande motståndskraftiga mot detta fenomen.(Se karta ovan). Under tidig kalkolitikum utvecklades nya typer av gravmonument: tholosformade gravar och konstgjorda grottor. Dessa finns bara i de mer utvecklade områdena: södra Iberiska halvön, från Tejoflodens mynning till Almería, och i sydöstra Frankrike.  

### Urbana samhällen
Urbana samhällen börjar bildas särskilt i söder. Det äldsta och  viktigaste var Los Millares i sydöstra Spanien och Castro Zambujal som tillhör Vila Nova de São Pedro-kulturen i portugisiska Estremadura. Castro Zambujal byggdes under den kalkolitiska perioden, i början av det 3:e årtusendet f.Kr. Vissa forskare menar att portugisiska Estremadura i centrala Portugal var den region där Klockbägarkulturen började, omkring 2600 f.Kr. Lämningarna från Zambujal från denna period är relativt välbevarade och vissa murar står kvar upp till en höjd av 4 meter. Platsen har en omfattande stratigrafi. En kalkolitisk bosättning byggde en mur runt byggnaderna för att skydda från attacker.  Bosättarna baserade sin ekonomi på intensivt jordbruk. De ingick i ett ekonomiskt nätverk som importerade varor som guld, koppar, amfibolit och elfenben mellan 3000 och 1700 f.Kr.

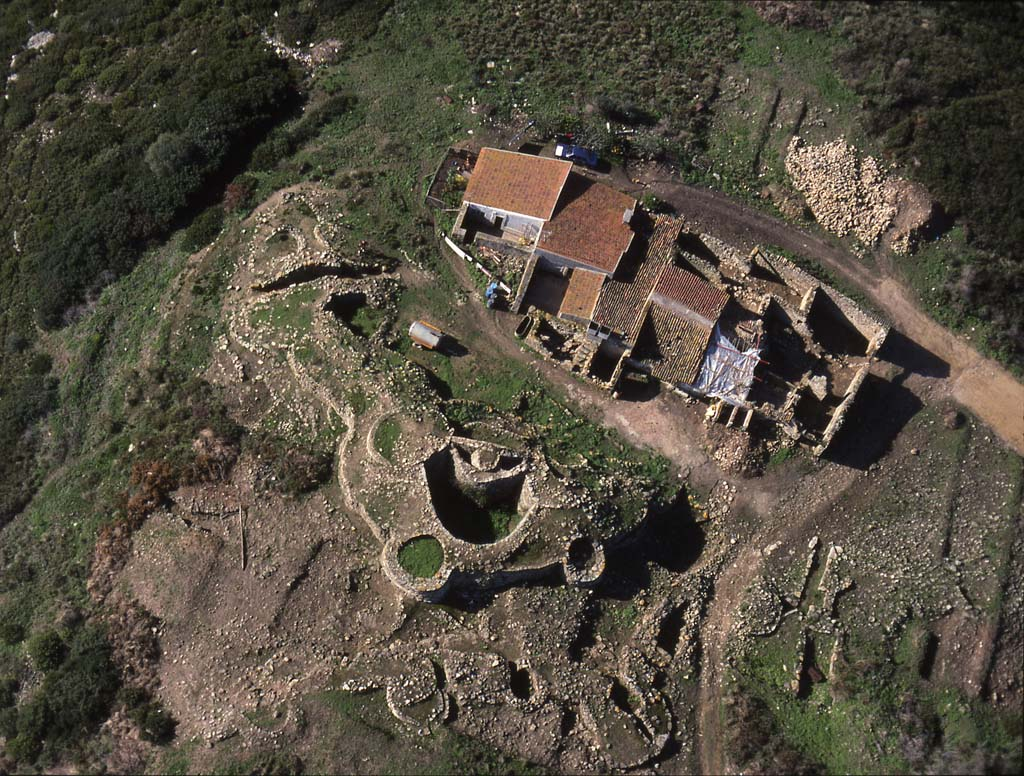
Befästa bosättningen Castro Zambujal hösten 1994

En annan viktig kalkolitisk boplats i Portugal är Castro i Vila Nova de São Pedro. Castron byggdes under kalkolitikum i portugisiska Estremadura. Viktiga var upptäckten av tusentals pilspetsar i denna befästa bosättning. Bosättningen är av samma typ som castro Zambujal. Den urbana bosättningen varade från 2600 till 1300 f.Kr., och var ungefär samtida med Los Millares och El Argar i sydöstra Spanien. Andra liknande bosättningar var Castelo Velho de Freixo de Numão, i kommunen Vila Nova de Foz Côa, som hade en bosättning från cirka 3000 till 1300 f.Kr. Cerro do Castelo de Santa Justa, i Alcoutim dateras till  3:e årtusendet f.Kr. mellan 2400 och 1900 f.Kr. 

### Klockbägarkulturen

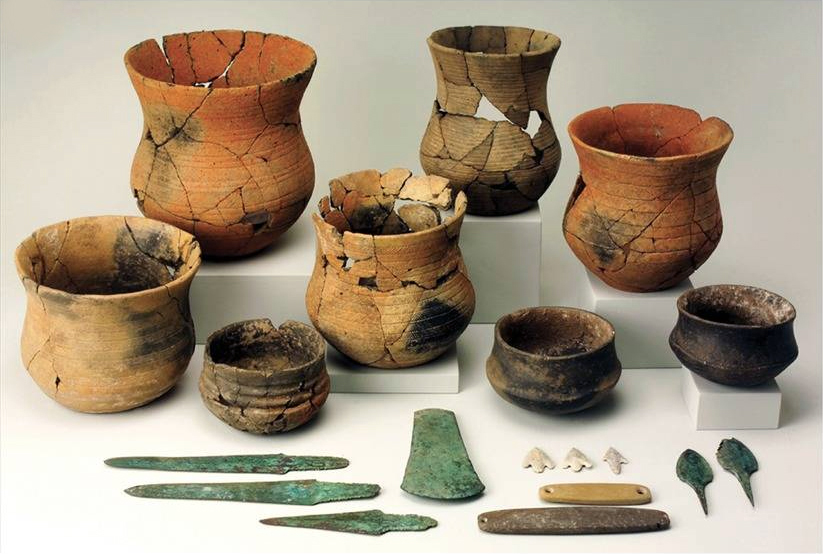
Klockbägarartefakter från Spanien: keramik, koppardolkar, yxa och spjutspetsar, handledsskudd av sten och pilspetsar

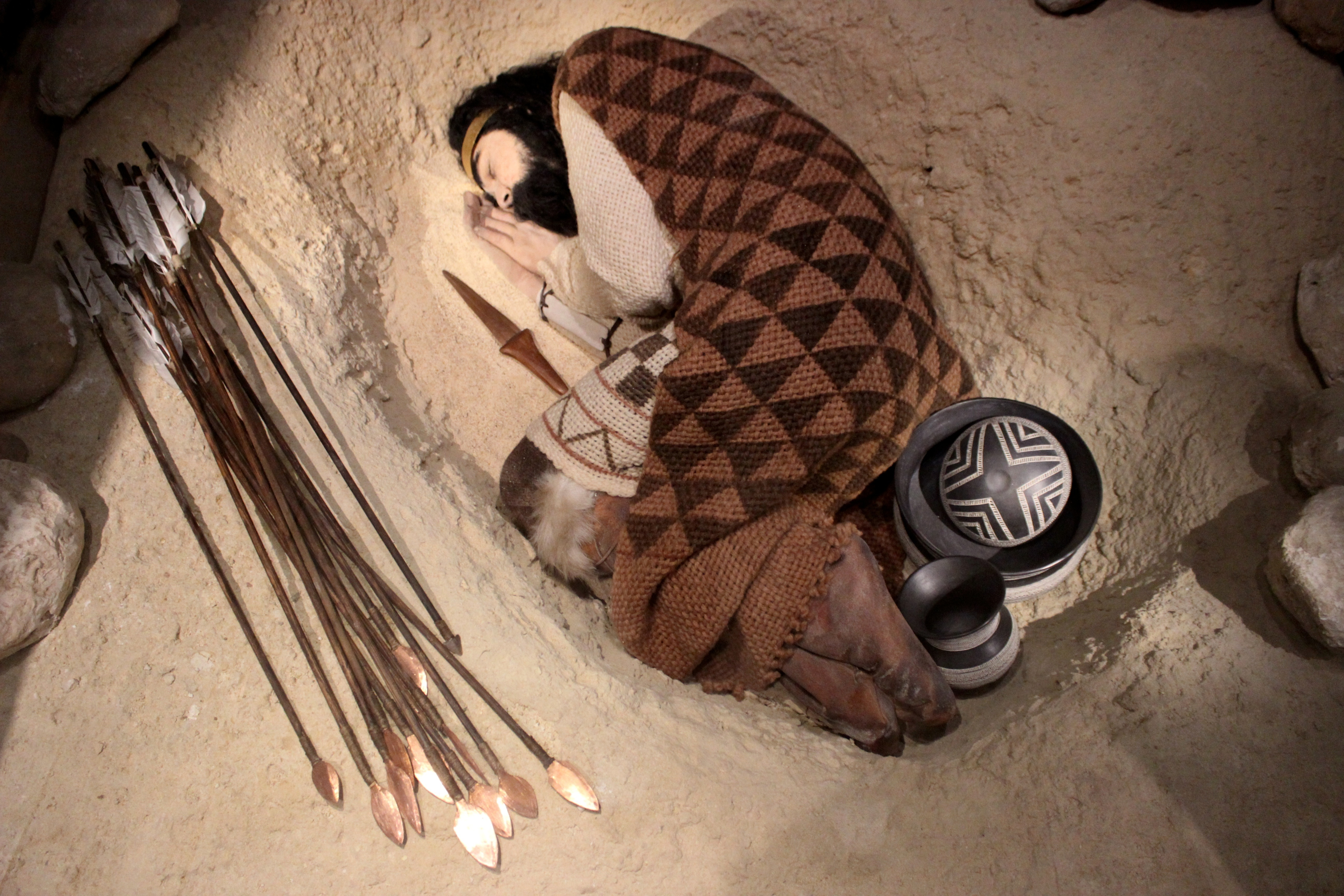
Rekonstruktion av Klockbägarbegravning fån kopparåldern i Spanien

Klockbägarkulturen skapades möjligen på den  Iberiska halvön under andra halvan av kalkolitikum. Gordon Childe tolkade närvaron av klockbägarna, kulturens ledartefakt som spåren av missionärer som expanderade från Iberiska halvön längs Atlantkusten och spred kunskap om kopparmetallurgi. Stephen Shennan tolkning var att kulturen och dess artefakter tillhörde en rörlig elitkultur som trängde in i de olika inhemska populationerna. På liknande sätt tolkade Sangmeister (1972) Bägarfolket (Glockenbecherleute) som små grupper av rörliga handelsmän och hantverkare. Christian Strahm använde 1995 termen klockbägarfenomenet för att undvika termen kultur. Artefakter från gruppens tidiga fas blev inte jämnt fördelade över ett sammanhängande område som var typiskt för arkeologiska kulturer. De spreds i öar av mindre i koncentrationer utspridda över delar av Europa. De efterlämnade ingen utmärkande  arkitektur eller speciella begravningsseder. Spåren förändras i dess senare fas och smälter samman till en mer sammanhängande arkeologisk kultur. Nyare analyser sedan 2000-talet, har hållit fast vid beskrivningen av lämningarna som en syntes av olika element en idé och stil som förenar olika regioner med olika kulturella traditioner och bakgrunder.
Arkeogenetiska studier har i viss mån kunnat lösa frågan om folkomflyttning (migration) eller kulturspridning (diffusion). Studien 2017 av Olalde et al.  fann  begränsad genetisk affinitet mellan individer från bägarkomplexet på Iberiska halvön och i Centraleuropa. Migration spelade troligen en begränsad roll i dess spridning från det  Iberiska området. Samma studie konstaterade att den mogna bägarkomplexet var mycket starkt kopplad till migration. Bägarkulturens spridning och flöde fram och tillbaka mellan Rhen och dess ursprung på iberiska halvön kan ha spridit gener från de personer med stäppförfäder, Resultatet blev en nästan fullständig förändring av den lokala genpoolen i Västeuropa på några århundraden. 90 % av de lokala mesolitiska och neolitiska patrilinjära linjerna ersattes i processen.

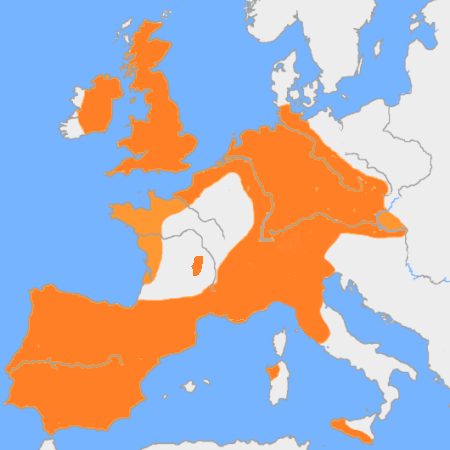
Karta över utbredningen av klockbägare i Europa, kulturen är framför allt spridd i västra delen av Europa

Ursprunget till själva klockbägaren (artefakten) har spårats till början av det tredje årtusendet. De tidigaste exemplen på den "maritima" klockbägardesignen har hittats vid Tajos mynning i Portugal, daterade med C14 till 2700-talet f.Kr. Inspirationen till maritima stilen av bägarna  har föreslagits vara de små och tidiga Copoz-bägarna som hade en imponerande dekoration. Dessa fanns i stor utsträckning runt Tajos mynning i Portugal. Turek har dokumenterat senneolitiska föregångare i norra Afrika och han hävdar att den maritima stilen uppstod som ett resultat av sjöburna kontakter mellan Iberiska halvön och Marocko under första halvan av det tredje årtusendet f.Kr. Några århundraden senare, 2600 f.Kr. de hade nått nedre Rhenmynningen och fortsatte vidare uppströms in i Böhmen och bortom Elbe där de smälte samman med den snörkeramiska kulturen. Via den franska kusten i Provence och uppströms Rhône i Alperna och till övre Donau.
Sedan cirka 2150 f.Kr. behärskar klockbägarkulturen det kalkolitiska Iberien. Efter den tidiga bägaren i Corded-stil, av ganska tydligt centraleuropeiskt ursprung, börjar halvön producera sina egna typer av bägarkeramik. Viktigast är den maritima stilen som är förknippad med megalitismen. Stilen finns under några århundraden i rikliga mängder på hela halvön och även södra Frankrike. Efter cirka 1900 f.Kr. visar klockbägarna på Iberiska halvön en regionalisering, med olika stilar som produceras i de olika regionerna. Palmela-typ i Portugal, kontinental typ på platån och Almerian-typ i Los Millares, som exempel. Liksom i andra delar av Europa förändrar klockbägartiden inte nämnvärt de kulturer som man påverkar. Istället fortsätter de olika kulturernas egna innehåll i stort sett oförändrade förutom med den viktiga detaljen användning av metaller som snart förändrade samhällena i grunden. 

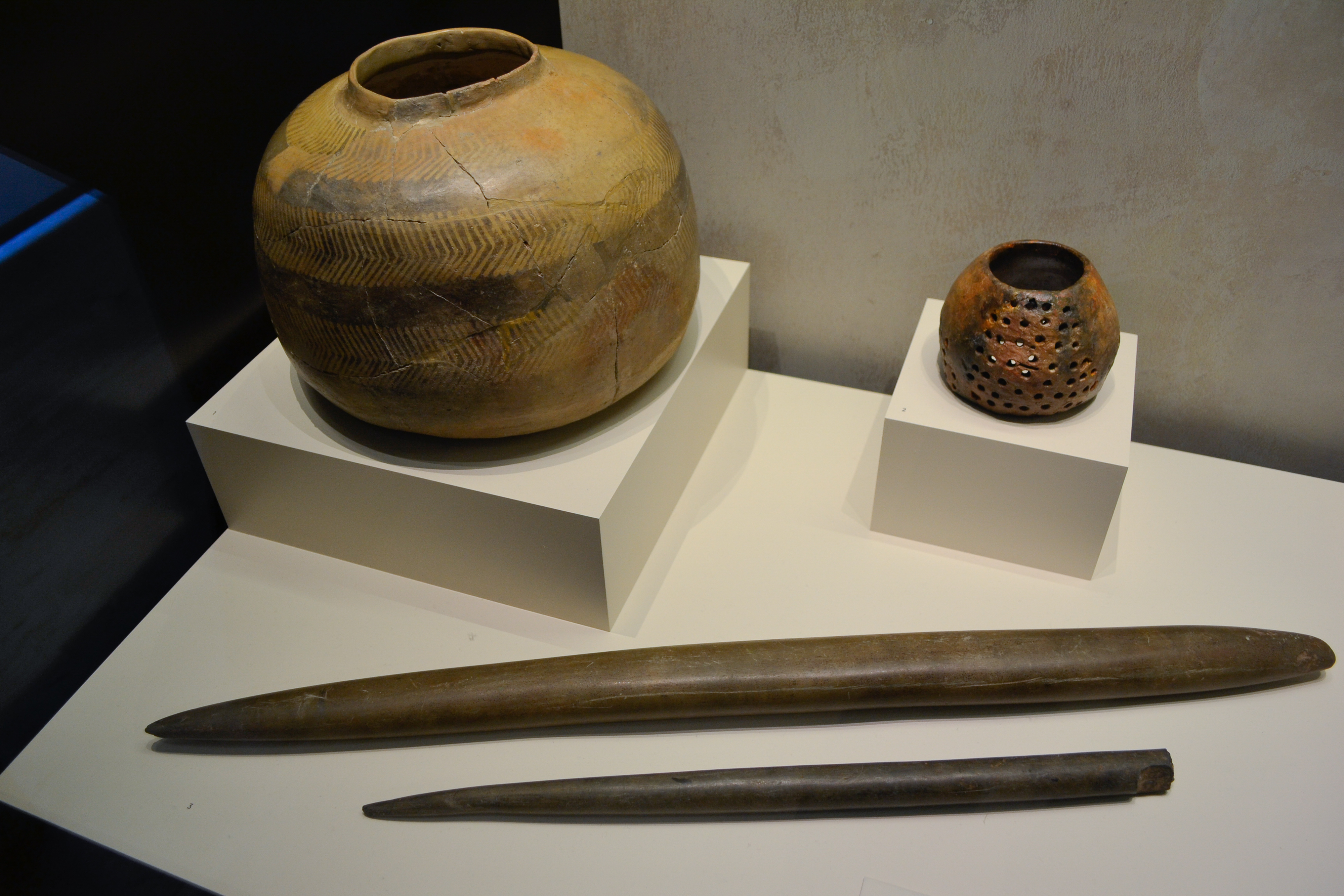
Keramiska kärl och verktyg.
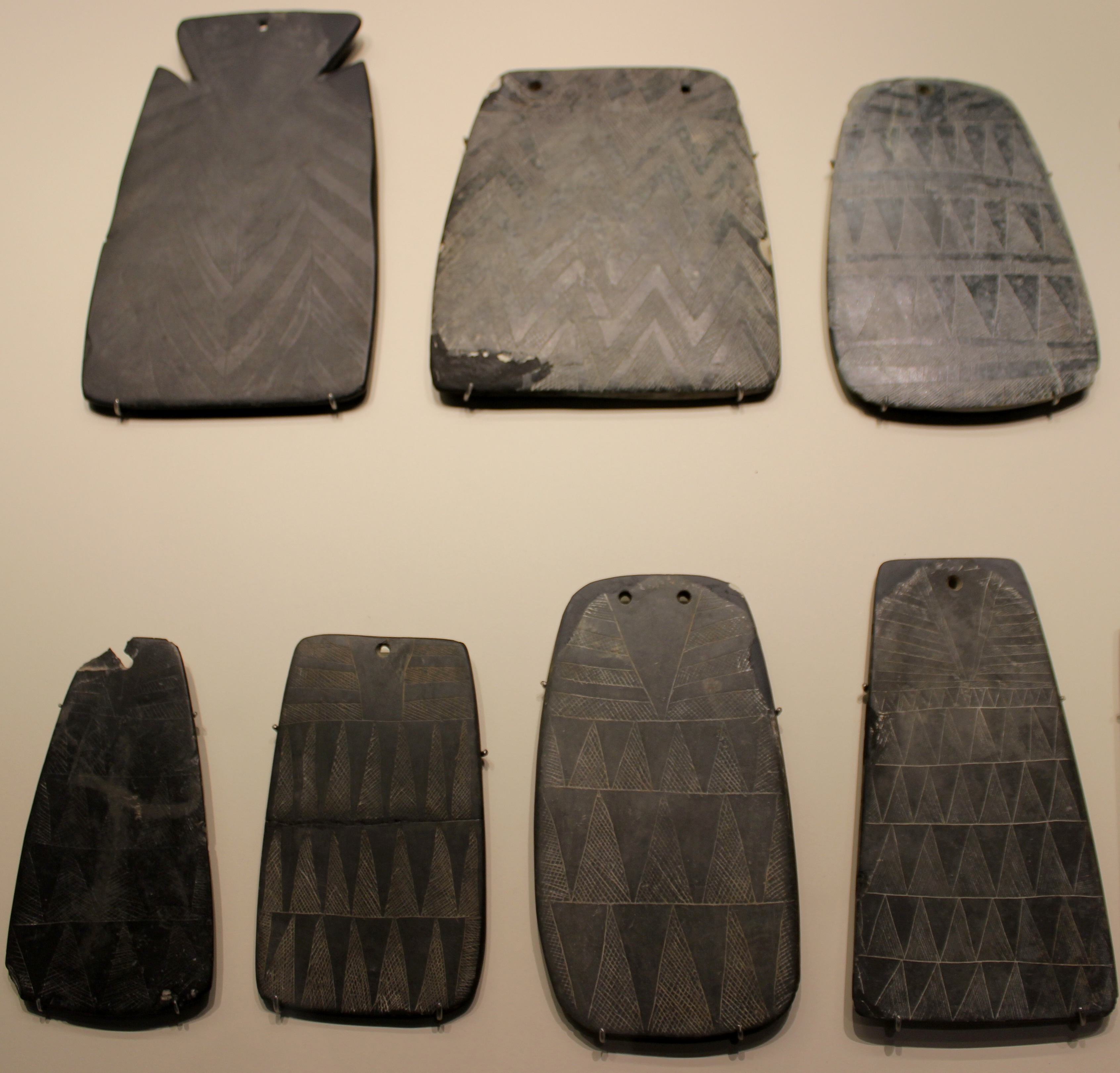
Idoler av sten, cirka 3500-2700 f.Kr.
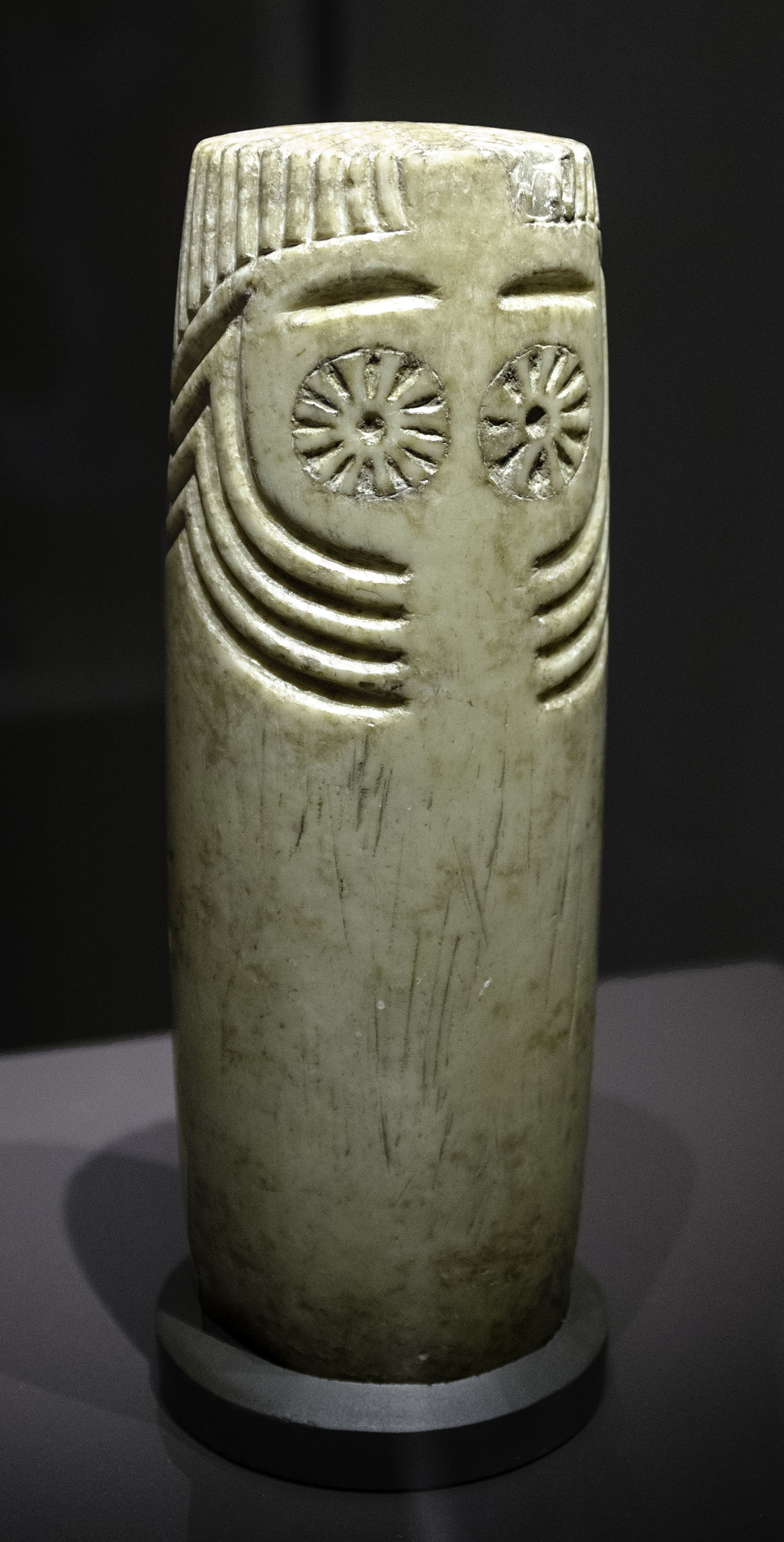
Albaster idol från Extremadura, cirka 3500-2700 f.Kr.
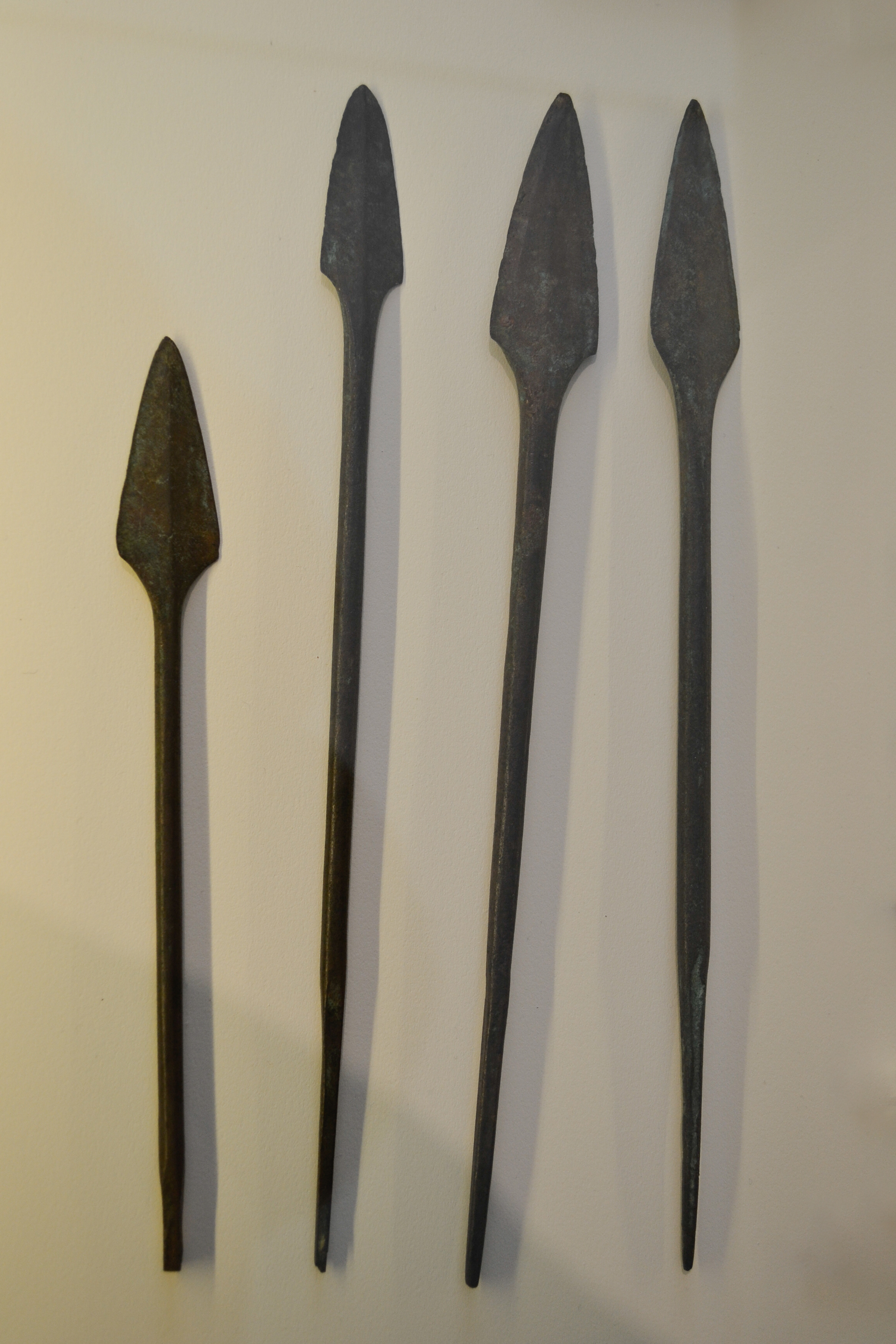
Kopparspjutspetsar, Dolmen de la Pastora
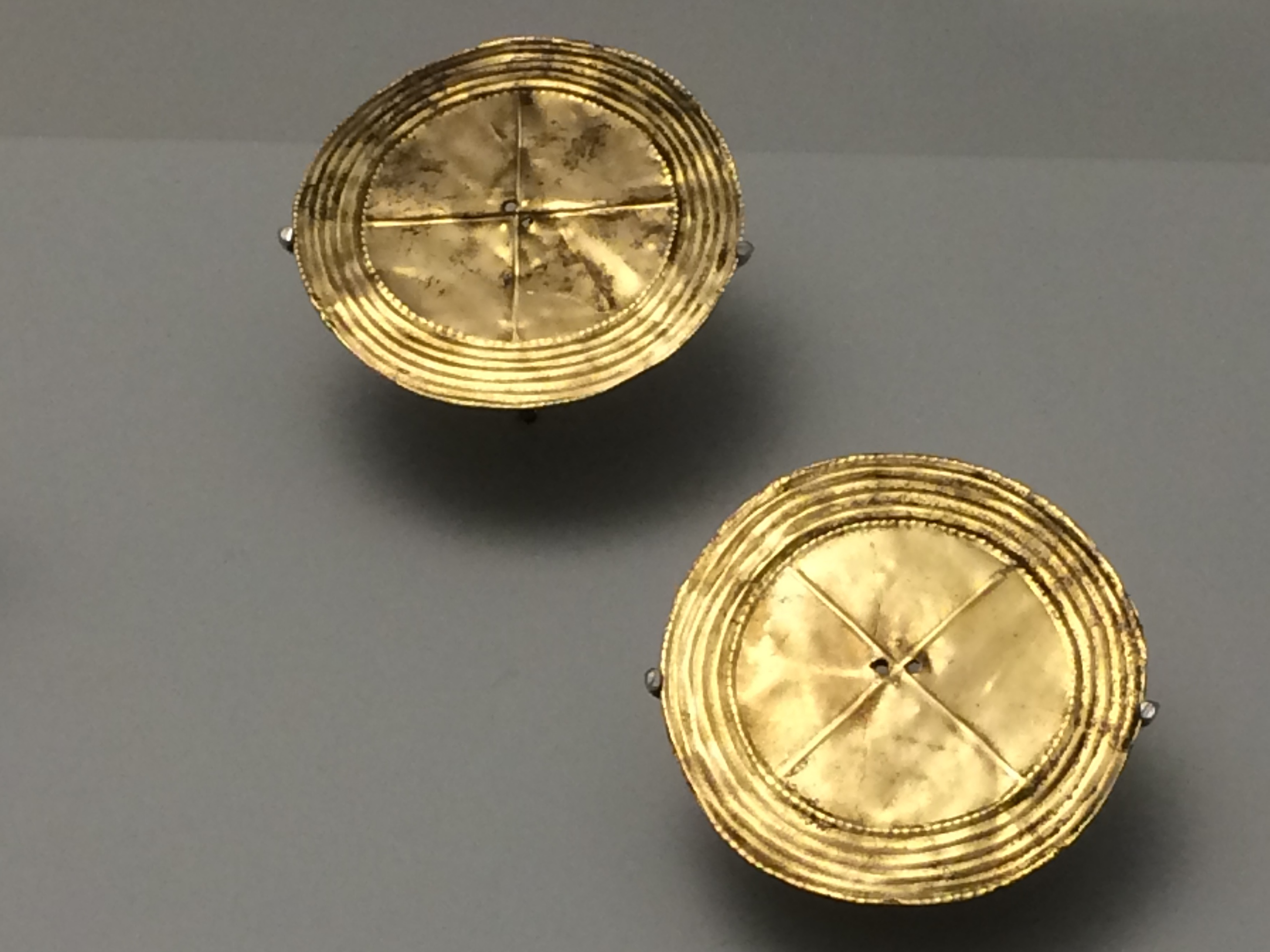
Guld skivor från Klockbägarkulturen.
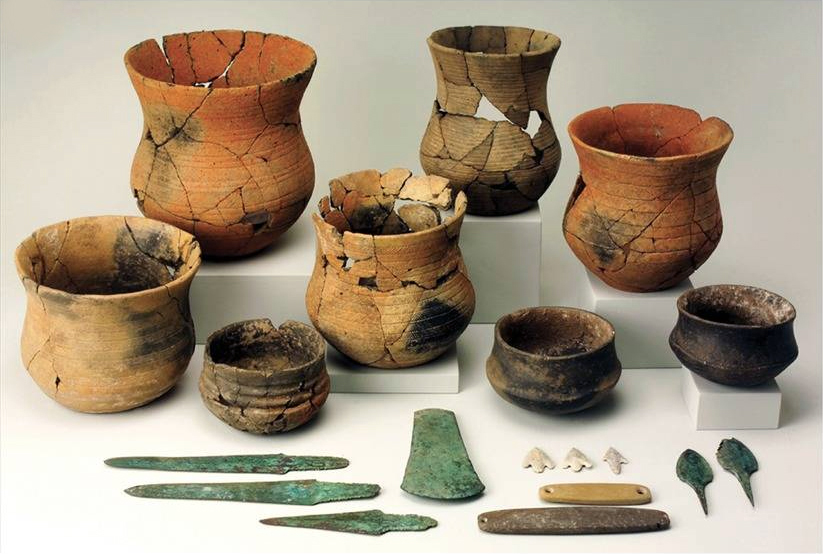
Klockbägarföremål.
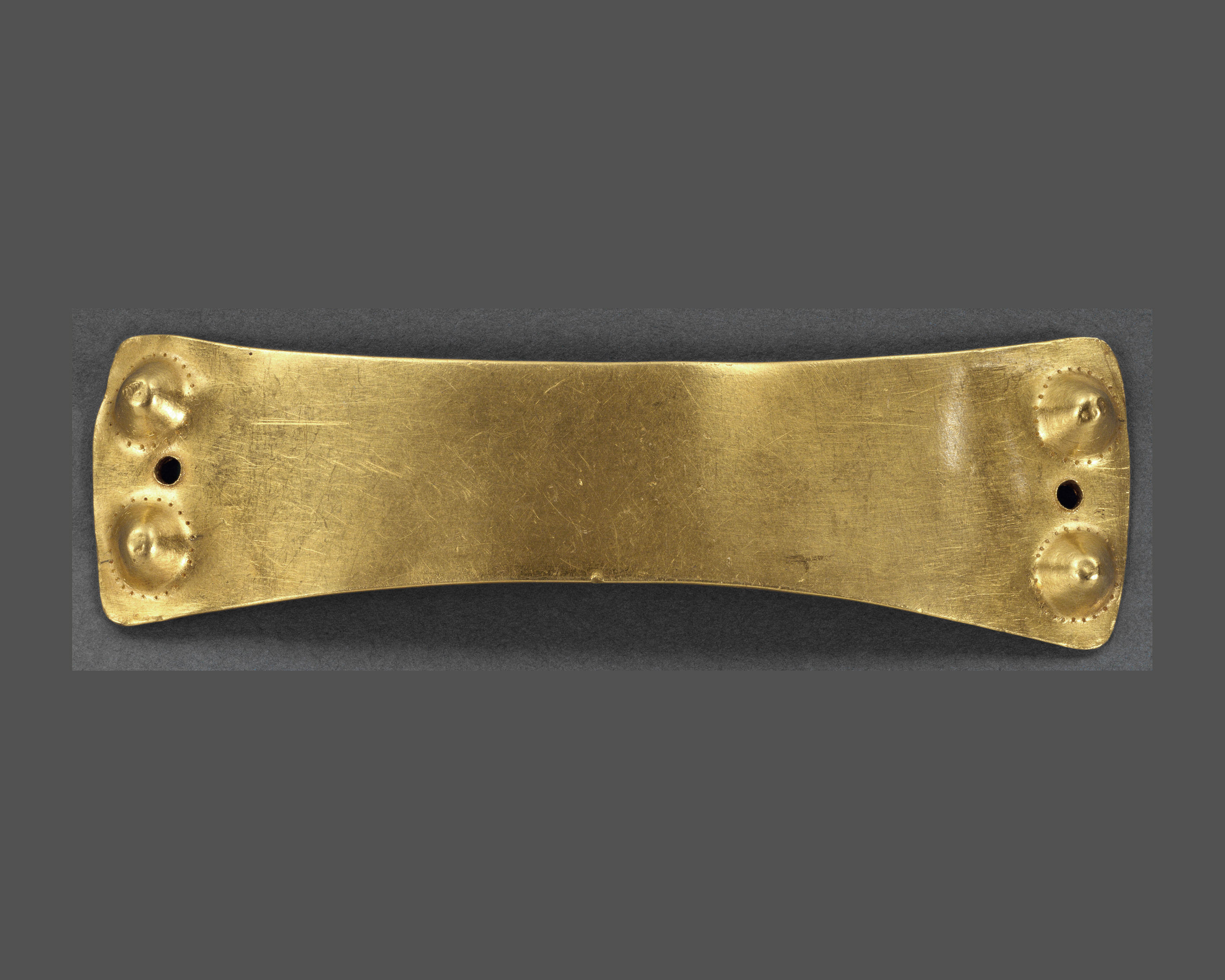
Handledsskydd i guld från Vila Nova de Cerveira, Portugal.
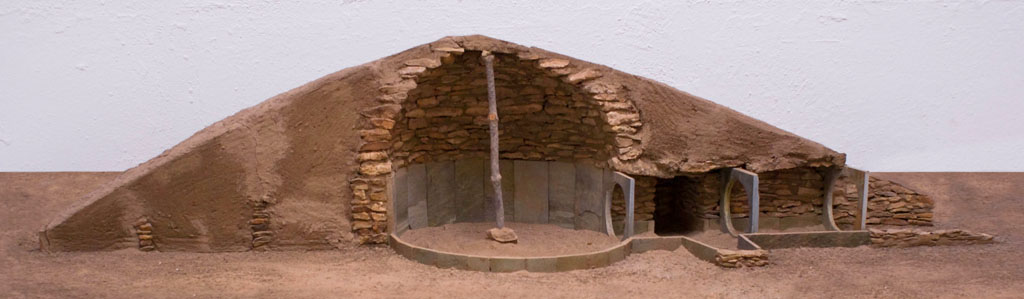
Tholos grav, Los Millares

## Bronsåldern

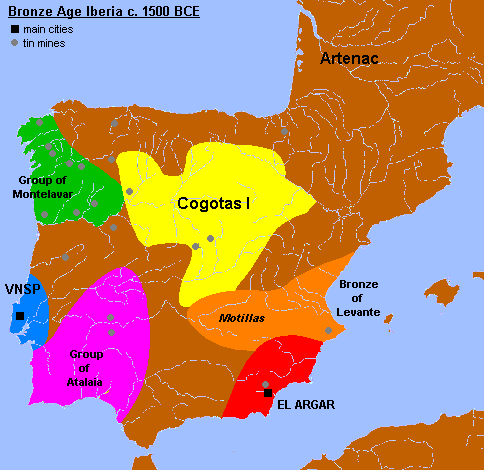
Karta:Mellersta bronsåldern på iberska halvön cirka 1500 f.Kr. Visar de viktigaste kulturerna och de två största samhällena och tennfyndigheter

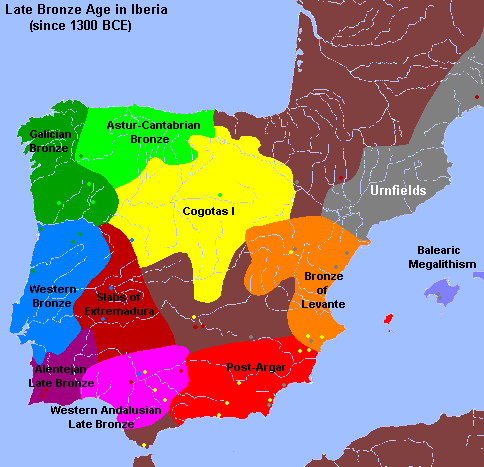
Karta: Sen bronsålder på iberiska halvön cirka 1300 f.Kr, Visar de viktigaste kulturerna. Prickar visar isolerade lämningar utanför kulturområdena.

### Tidig bronsålder
Centrum för den tekniska framställningen av bron ligger i sydöstra delen av halvön och börjar omkring 1800 f.Kr. kulturen Los Millares följdes av kulturen El Argar. Utvecklingen var kontinuerlig och stadens huvudcentrum förflyttades några kilometer norrut. Gradvis börjar man tillverka  arsenikbronsverktyg och äkta brons med tenn. Tekniken får sedan en större geografisk utbredning. Befolkningen bodde i ganska stora befästa samhällen. Det är möjligt att kulturen hade rötter i västra Grekland. Från detta centrum spreds bronstekniken till andra områden. De viktigaste var området för den sydvästra iberiska bronskulturen i södra Portugal och sydvästra Spanien. Kulturen har dåligt definierade arkeologiska horisonter med bronsdolkar som viktigaste artefakt. Kulturen spreds norrut. På den iberiska platån lever ett herdefolk som först vid denna tid får en enhetlig kultur Cogotas I. Deras typiska artefakt är en grov tronkokonisk keramik. Dessa kulturer lever i befästa byar som påminner om de keltiska oppida. Kulturen ska hållas isär från Cogotas II som var en keltiskt kultur från järnåldern. Andra områden nåddes inte av spridningen av bronsmetallurgi. Ett exempel var kulturen i Vila Nova, som tekniskt sett förblev i den kalkolitiska perioden i århundraden.

### Mellersta bronsåldern
Utvecklingen fortsätter på grundvalen från föregående period. Den mest märkbara förändringen sker i El Argar kulturen, som börjar tillämpa den egeiska seden att begrava i pithoi, större keramikkärl. Denna fas är känd som El Argar B, och tar sin början omkring 1500 f.Kr. I nordvästra Iberien i Galicien och norra Portugal fanns några av de största reserverna av tenn i västra Eurasien. Området blev ett centrum för gruvdrift och tillverkning i brons. Deras mest typiska artefakter är bronsyxor  som kallas Group of Montelavar. Regionen La Mancha som var halvöken visar de första tecken på att koloniseras  och här byggs bergsfort av typen Motillas. Denna grupp har många drag besläktade med bronsskulpturen från området Levante och hade samma materiella kultur.

### Sen bronsålder
Omkring 1300 f.Kr. sker flera stora förändringar på Iberiska halvön: Den kalkolitiska kulturen i Vila Nova försvinner. Kanalen som förbinder huvudbosättningen Zambujal med havet slammar igen. Den ersattes av en icke-urban kultur, vars huvudsakliga artefakt är en utvändigt polerad keramik. El Argar kulturen försvinner också. Det som var en mycket homogen kultur, en centraliserad stat för vissa forskare, utvecklas till en rad av olika och många befästa städer. Bergsforten Motillas överges. Bronskulturen i Levante utvecklas sårskilt i Valencia. Den protokeltiska urnefältskulturen dyker upp i nordöst och den erövrar hela Katalonien med några närliggande områden. Nedre floddalen vid Guadalquivir utvecklade den första tydligt differentierade kultur. Dess definierande föremål var invändigt polerad keramik. Denna grupp har relaterats till  det senare Tartessos. På västra iberiska halvön utvecklas en bronskulturer genom utbyte interaktion, inte bara med lokala utan också med andra atlantiska kulturer i Storbritannien, Frankrike och på andra håll. Denna grupp har kallats det atlantiska bronskomplexet.

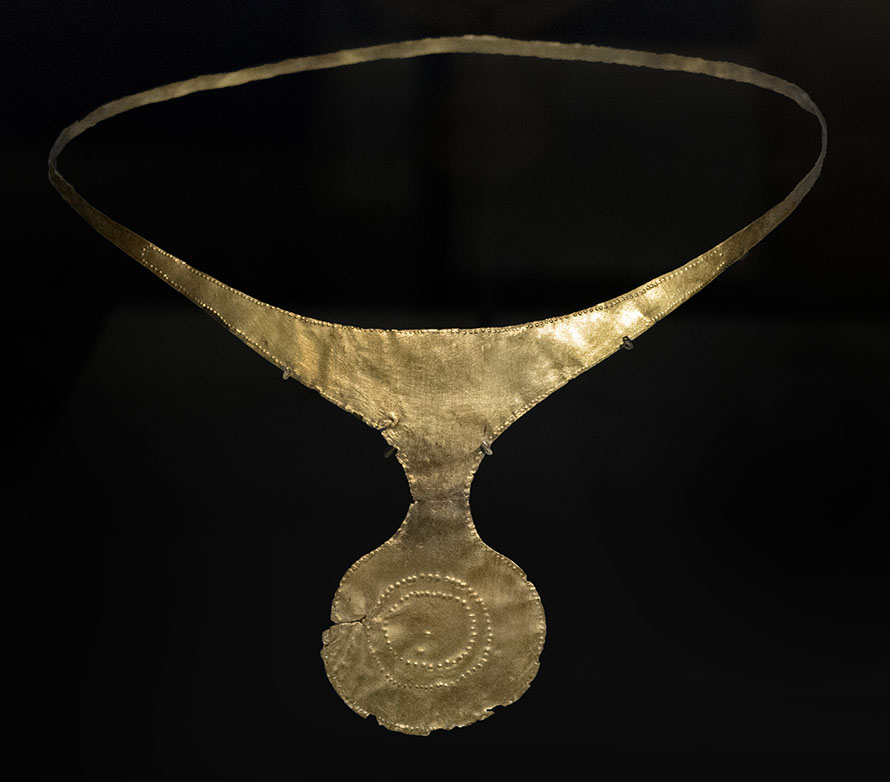
Gulddiadem, El Argar, Spanien, cirka 1600 f.Kr.
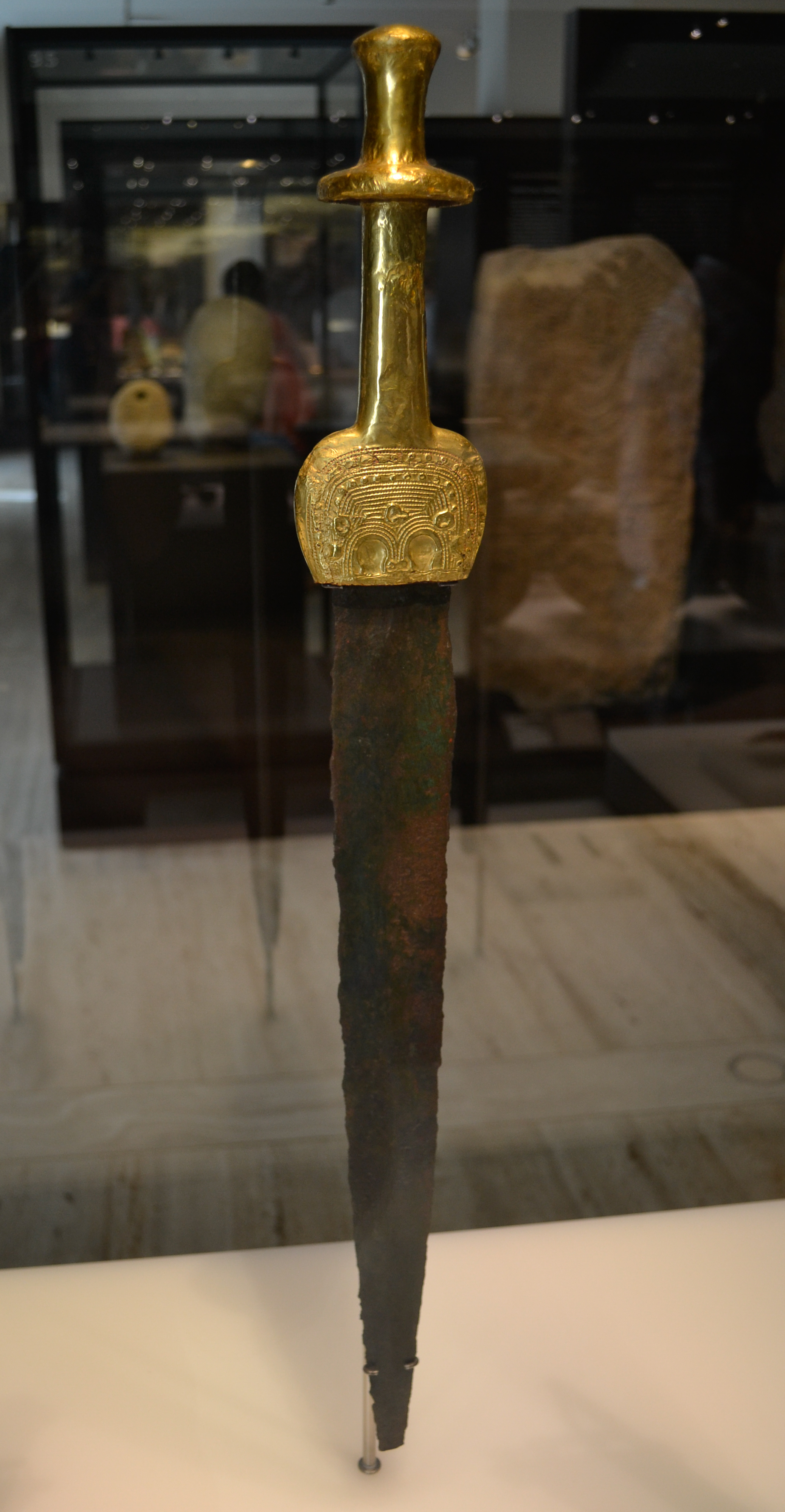
Svärd, El Argar, cirka 1600 f.Kr.
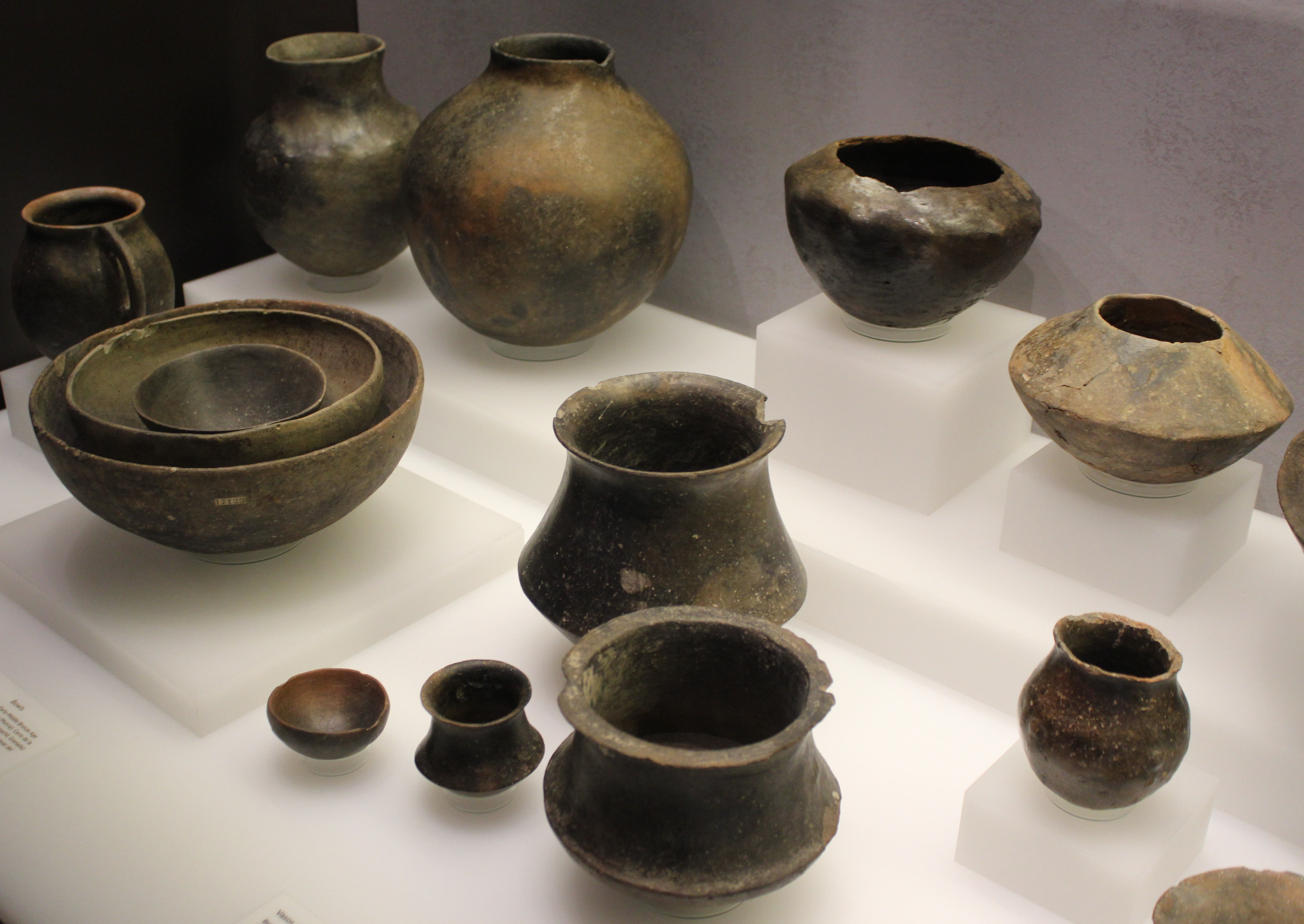
El Argar keramik.
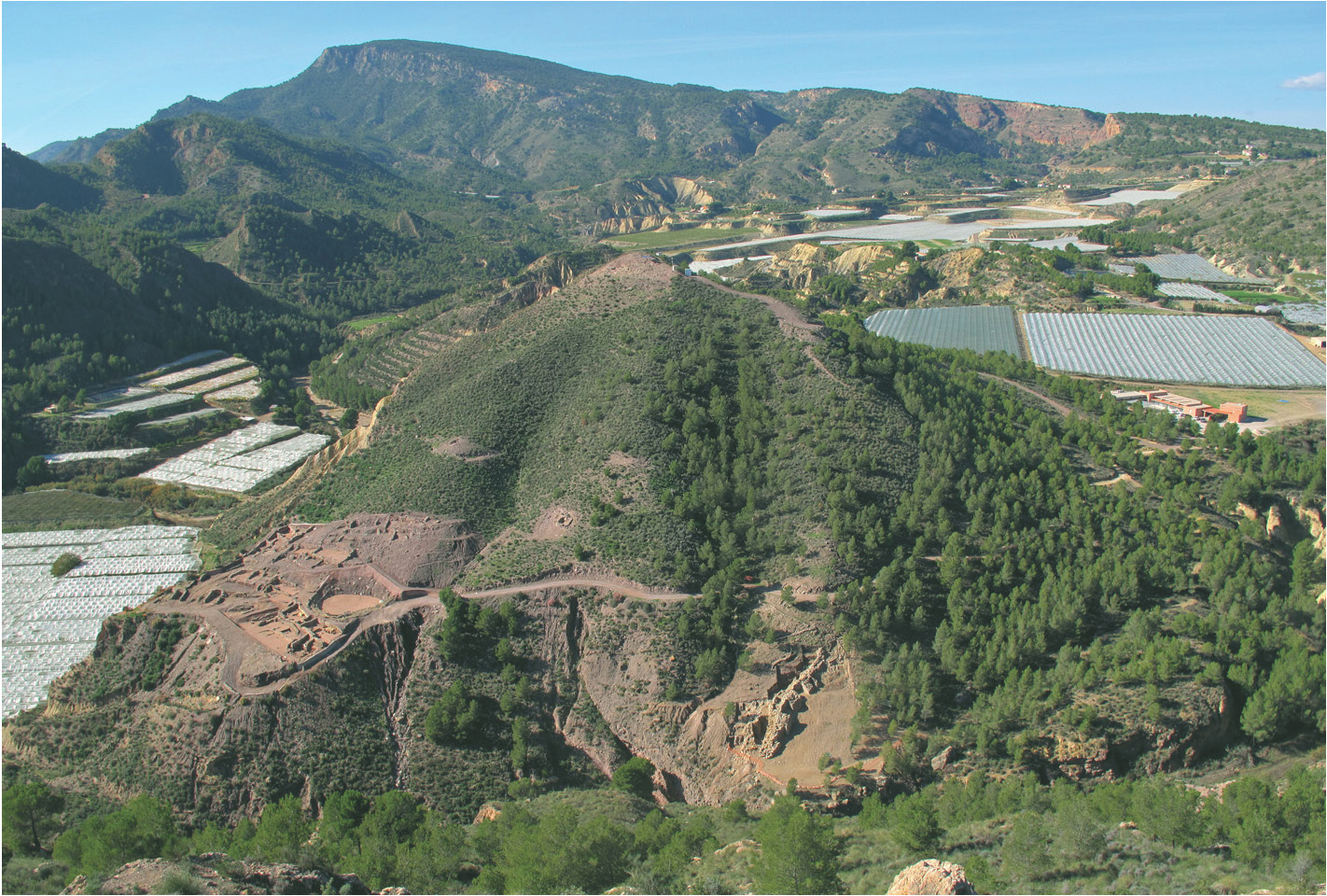
La Bastida de Totana, El Argar, Spanien, cirka 1600 f.Kr.
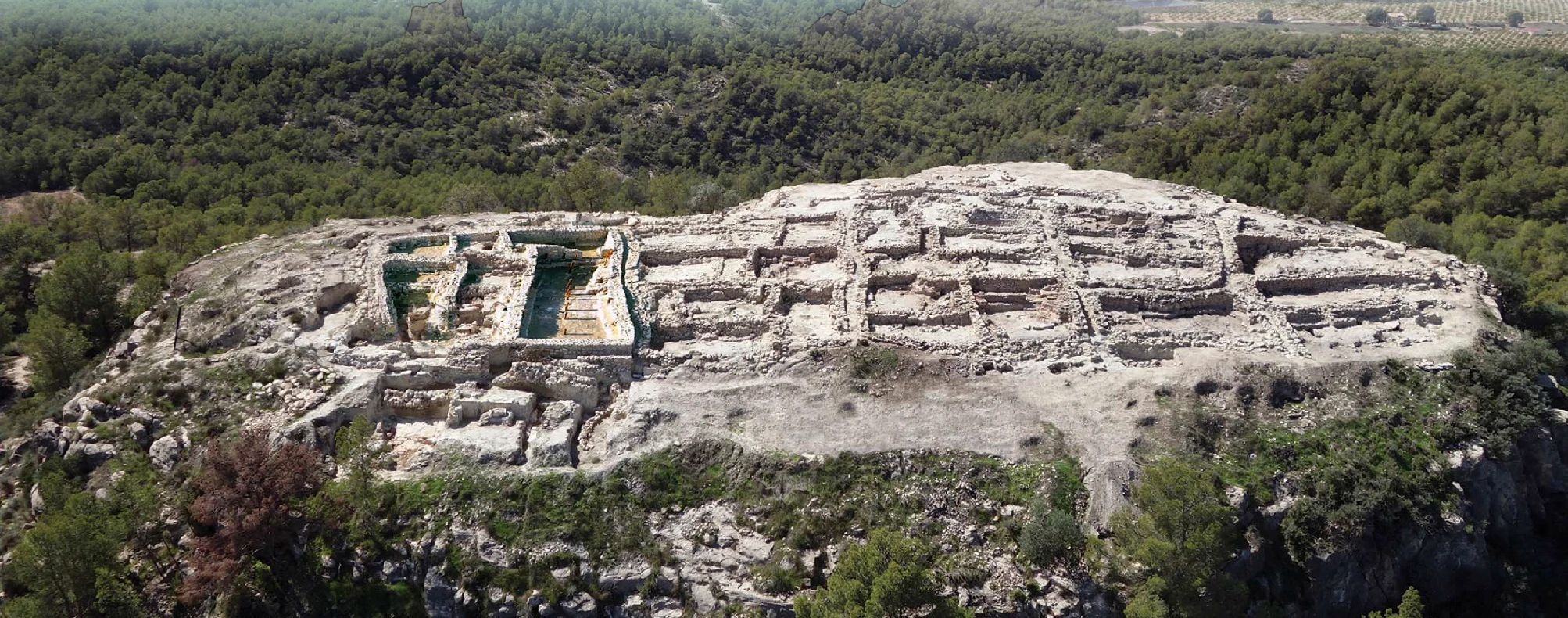
La Almoloya, El Argar, Spanien, cirka 1700 f.Kr.
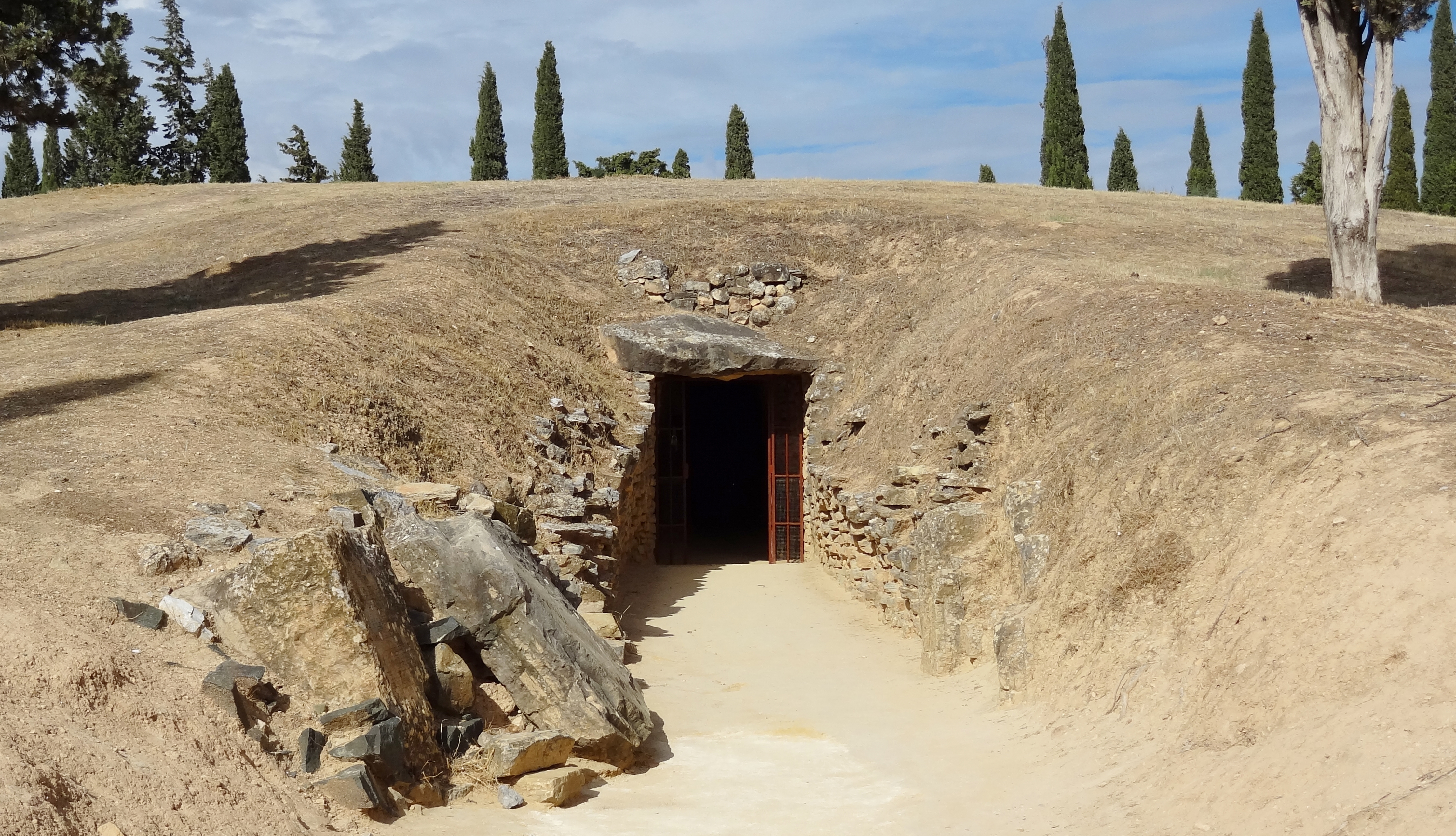
Tholos de El Romeral, Spanien, cirka 1800 f.Kr.
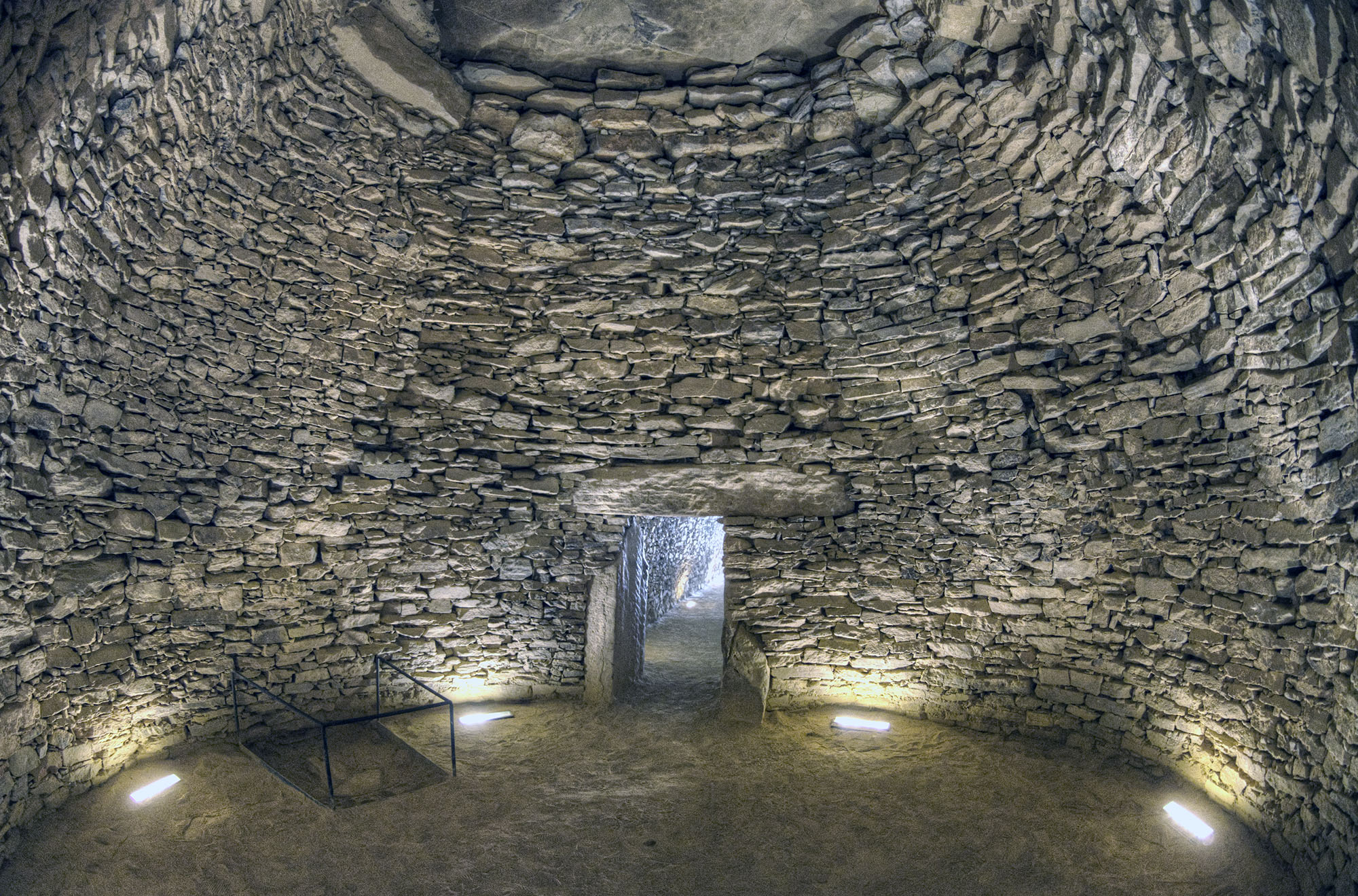
Tholos de El Romeral, insidan
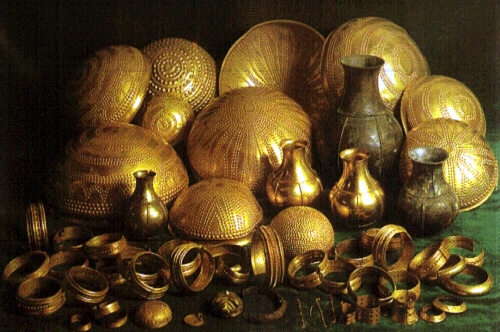
Skatten från Villena, 1300-1000 f.Kr.
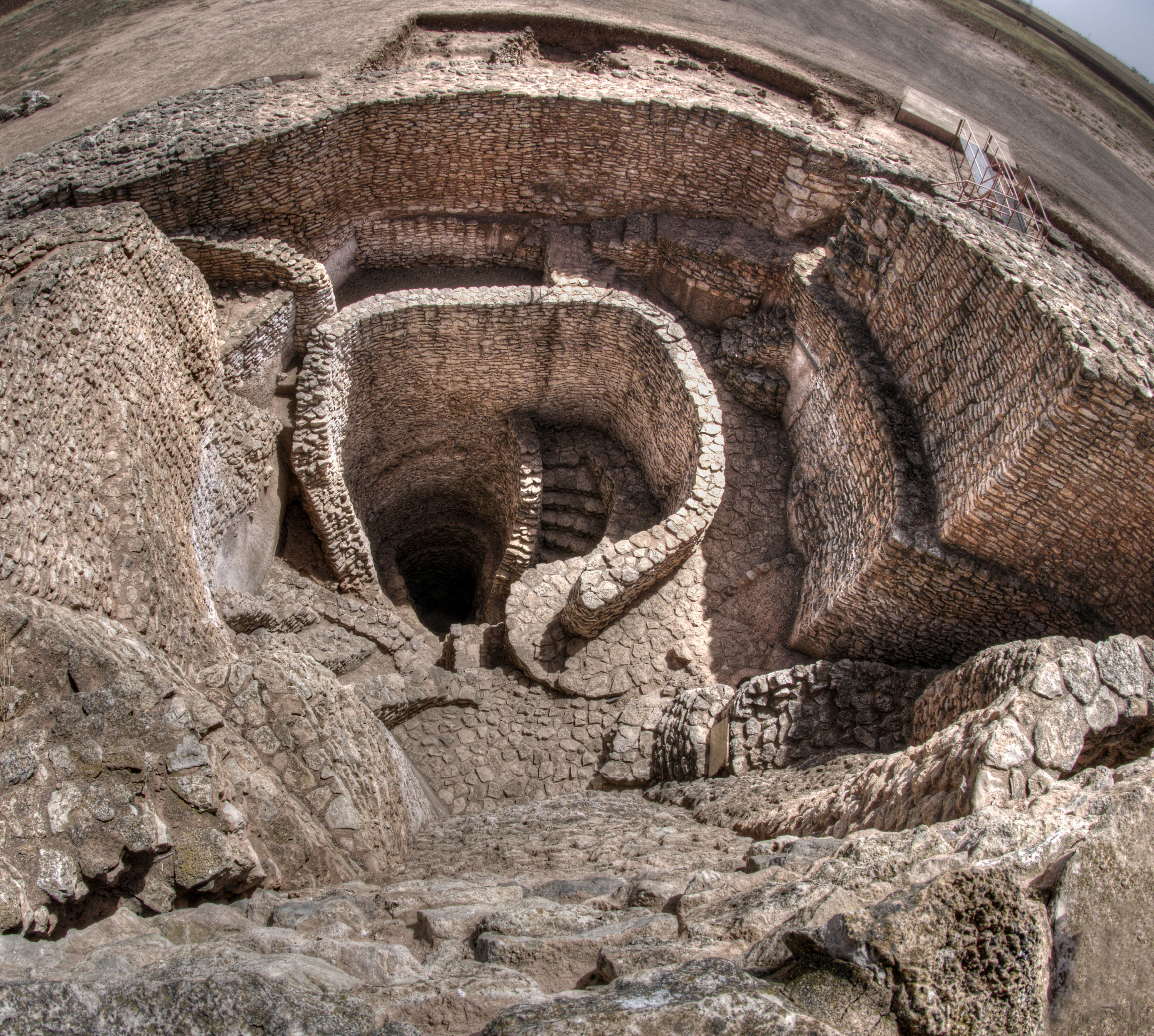
Motilla del Azuer, Spanien, cirka 2200-1500 f.Kr.
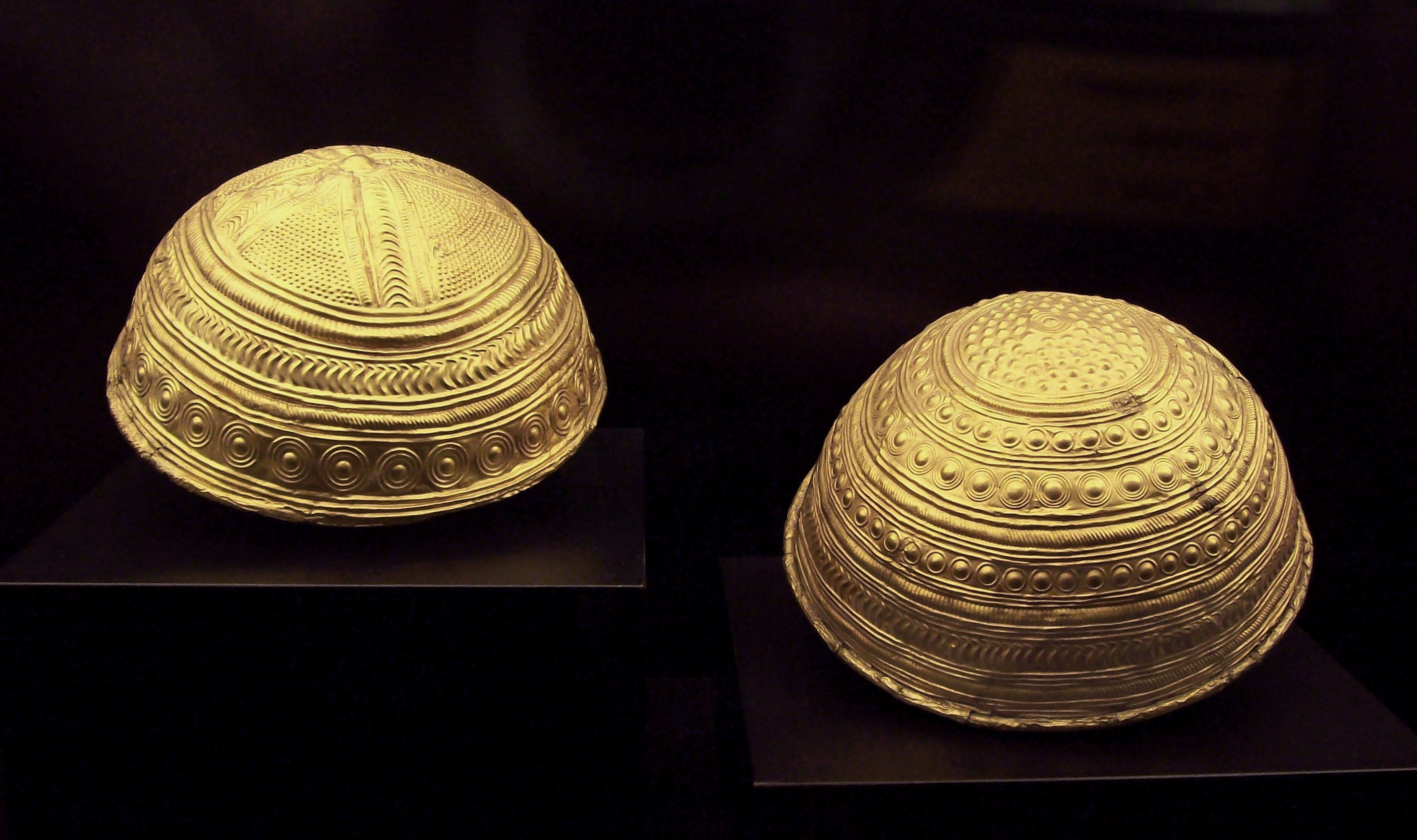
Goldhattar eller skålar från Axtroki, Baskien, Spanien, cirka 1000 f.Kr.
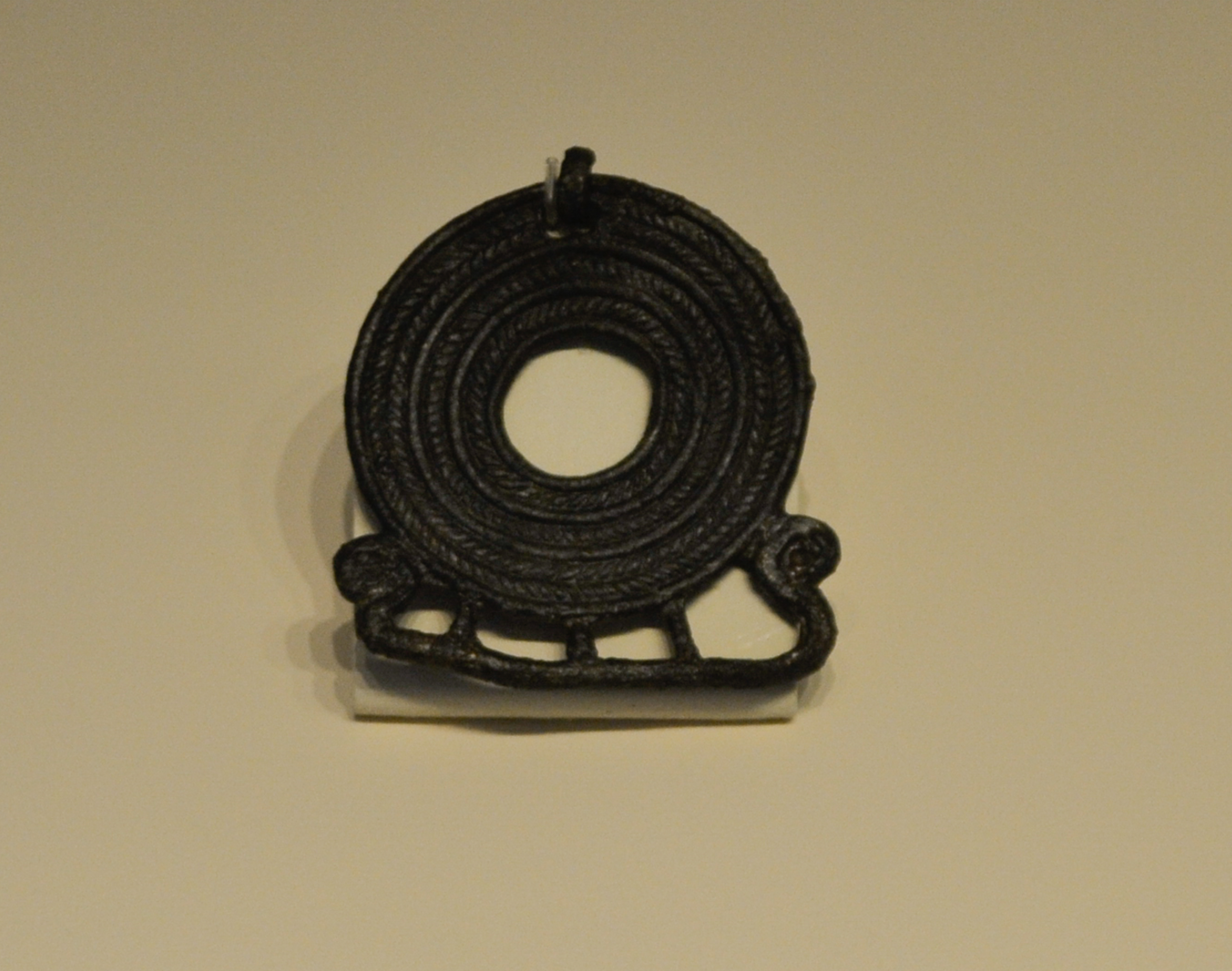
Bronze pendant with sun ship motif, Urnfield culture, Spain
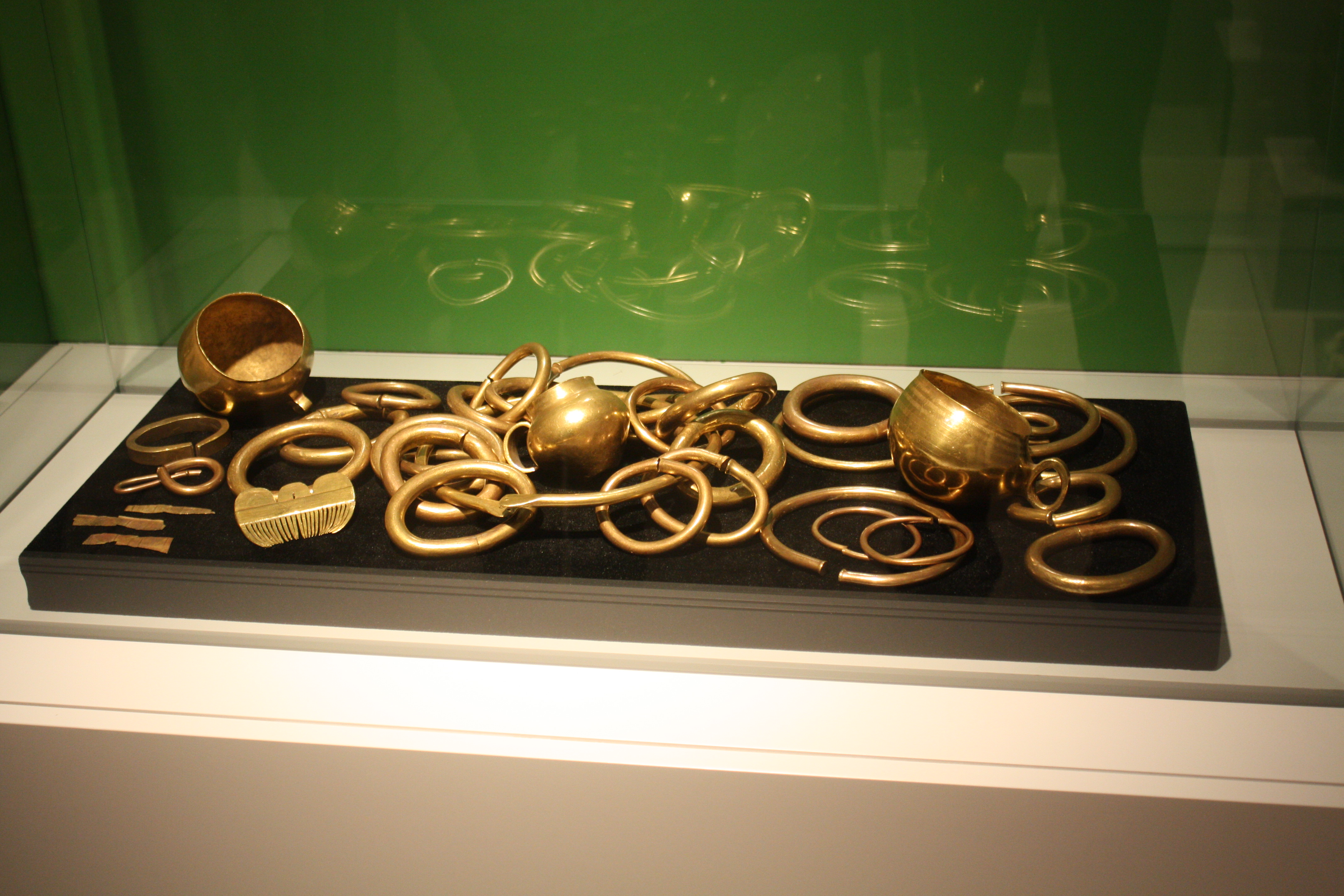
Goldskatt från  Caldas, atlantisk bronsålder.
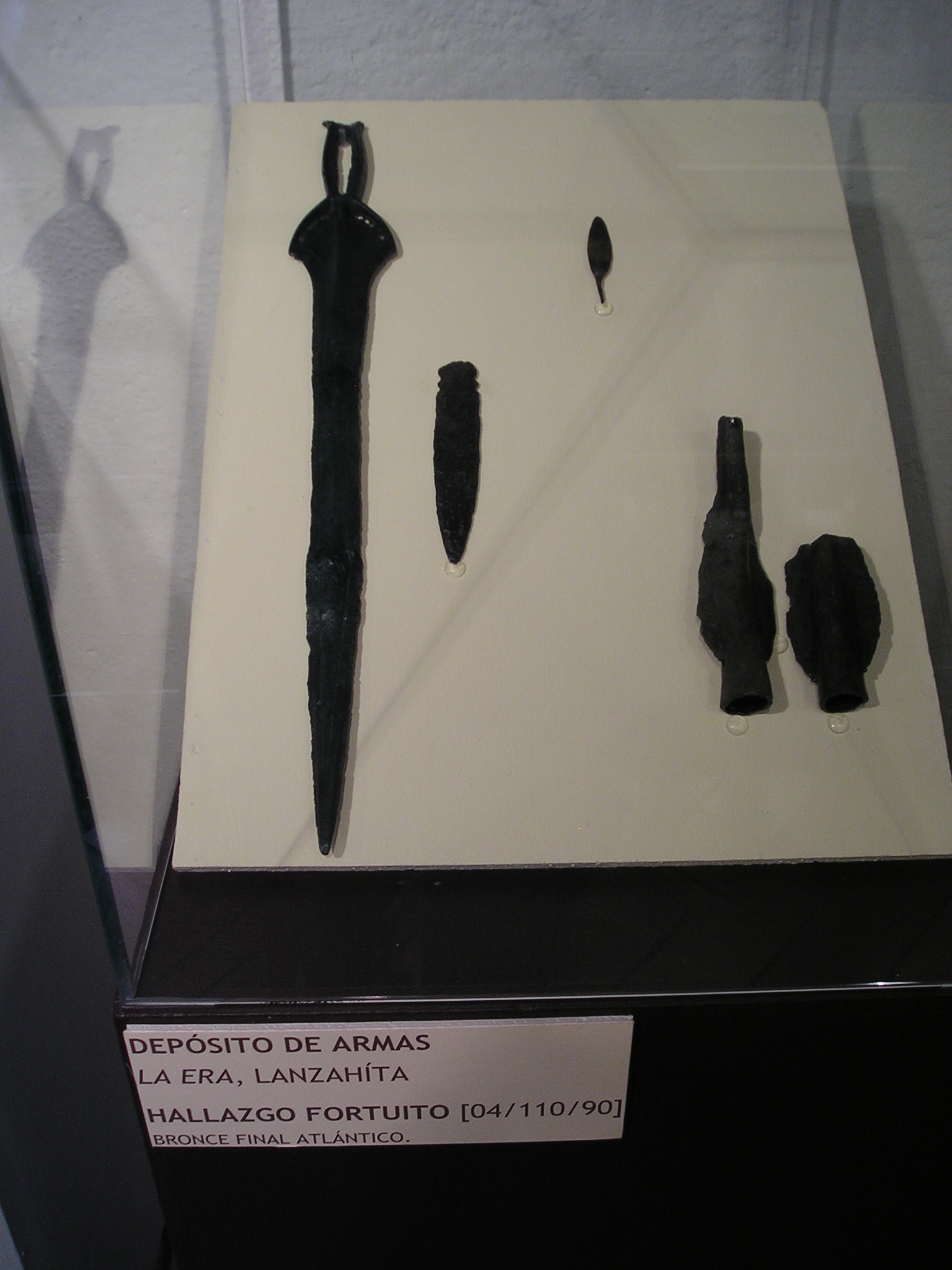
Bronsvapen, Spanien, atlantisk bronsålder.
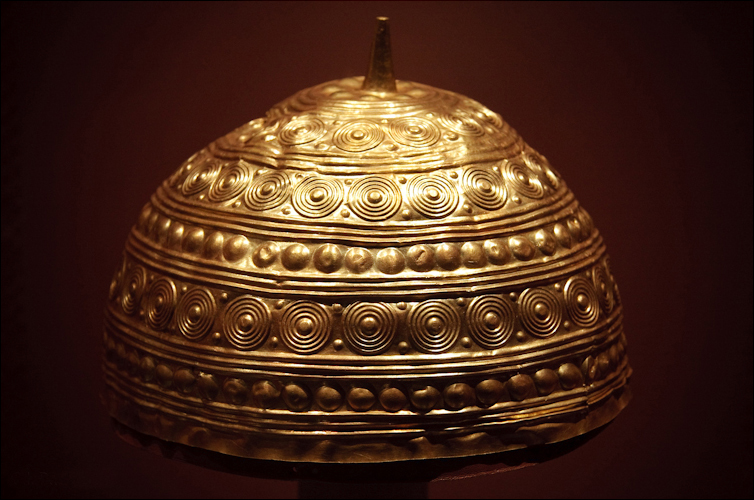
Casco de Leiro, Galicien, Spanien atlantisk bronsålder, cirka 1000 f.Kr.
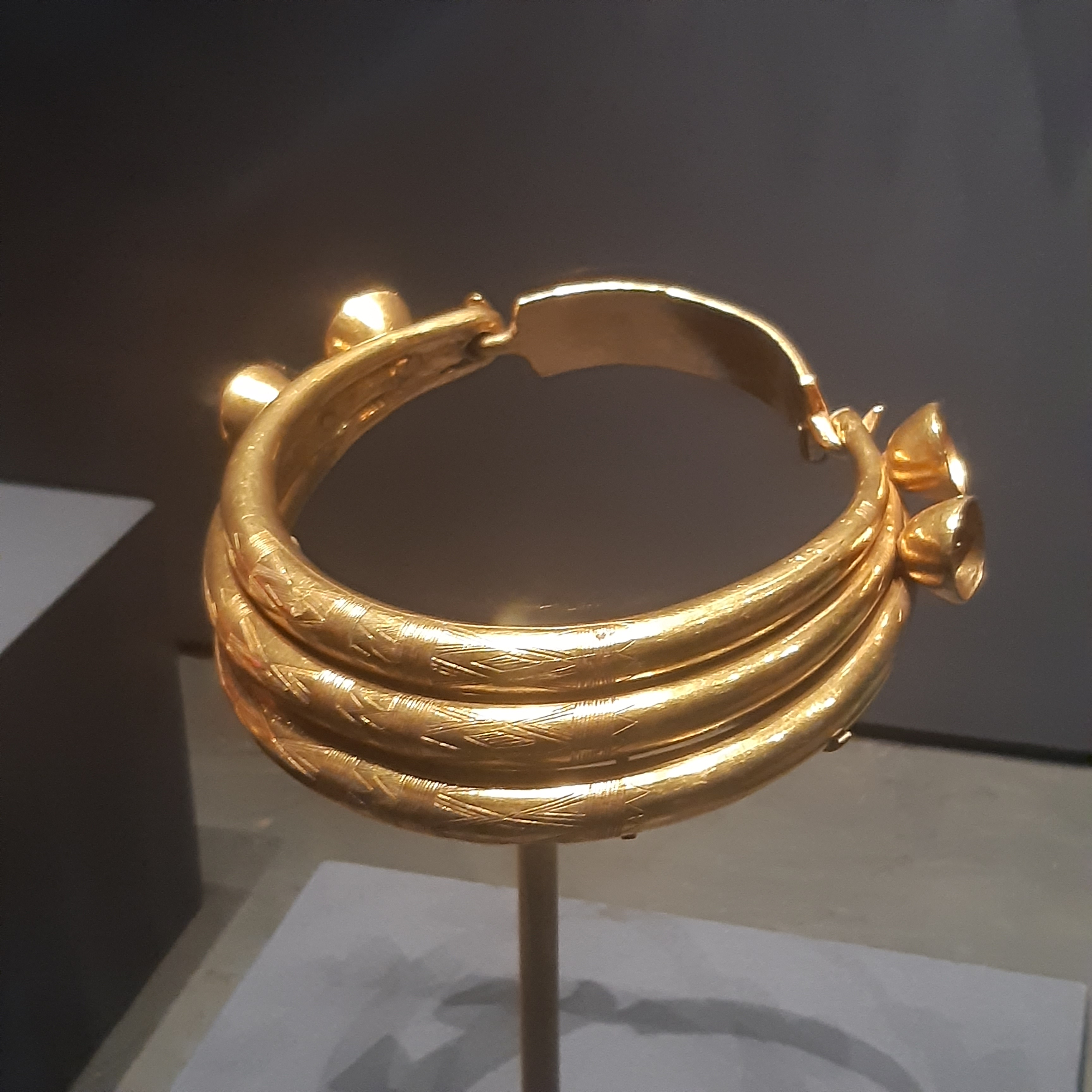
Sintra Collar,halsband Portugal, cirka 900 f.Kr.
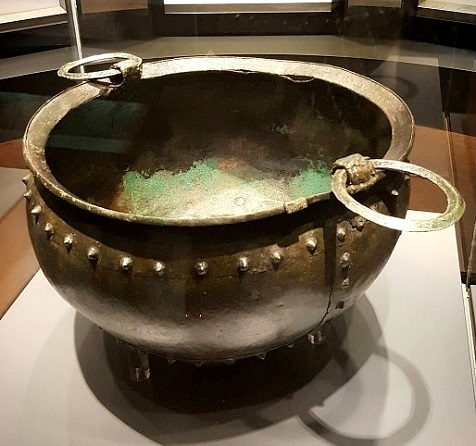
Kittel från Kantabrien, Spanien. atlantisk bronsålder.

## Järnålder

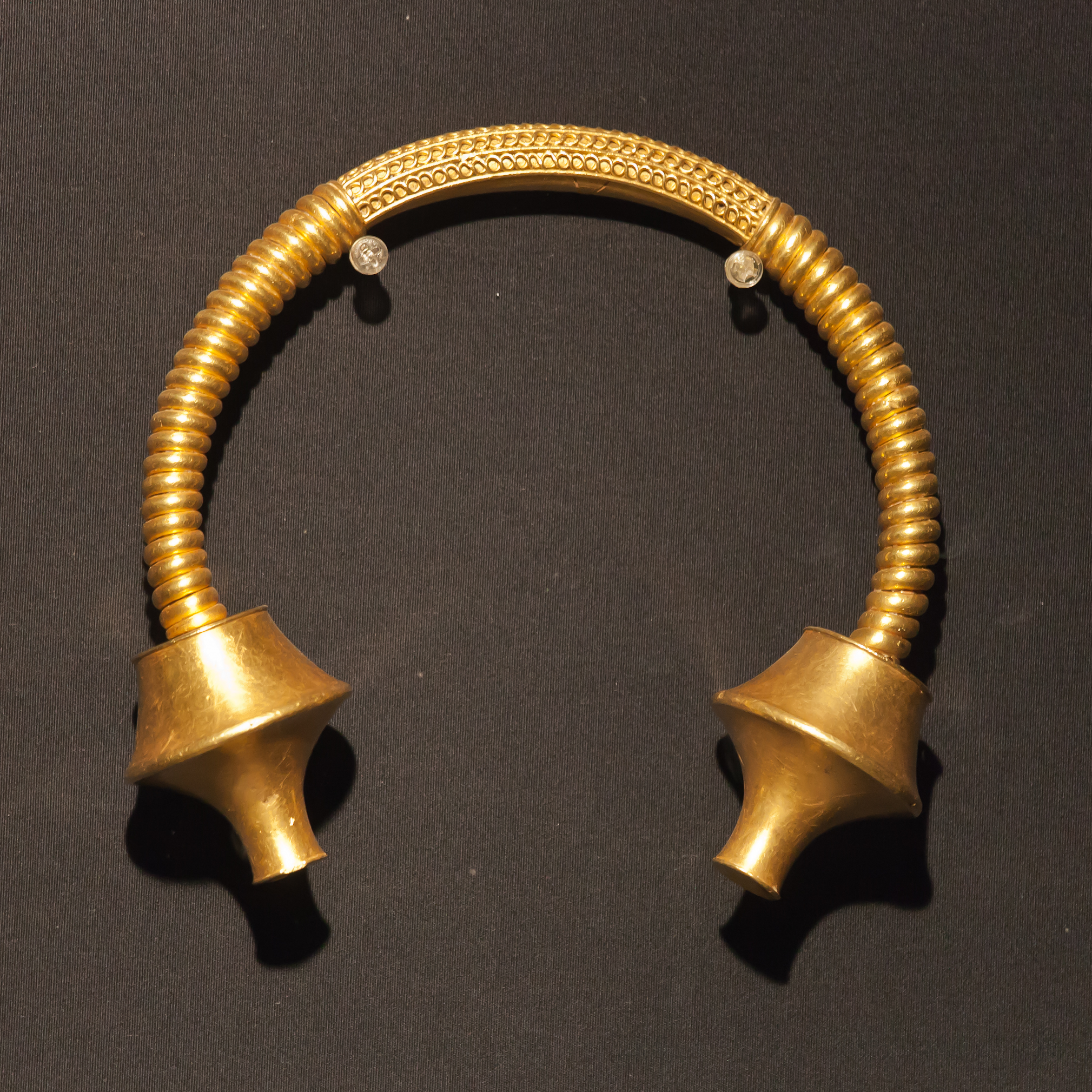
Guld halsring (torch) från Castro kulturen

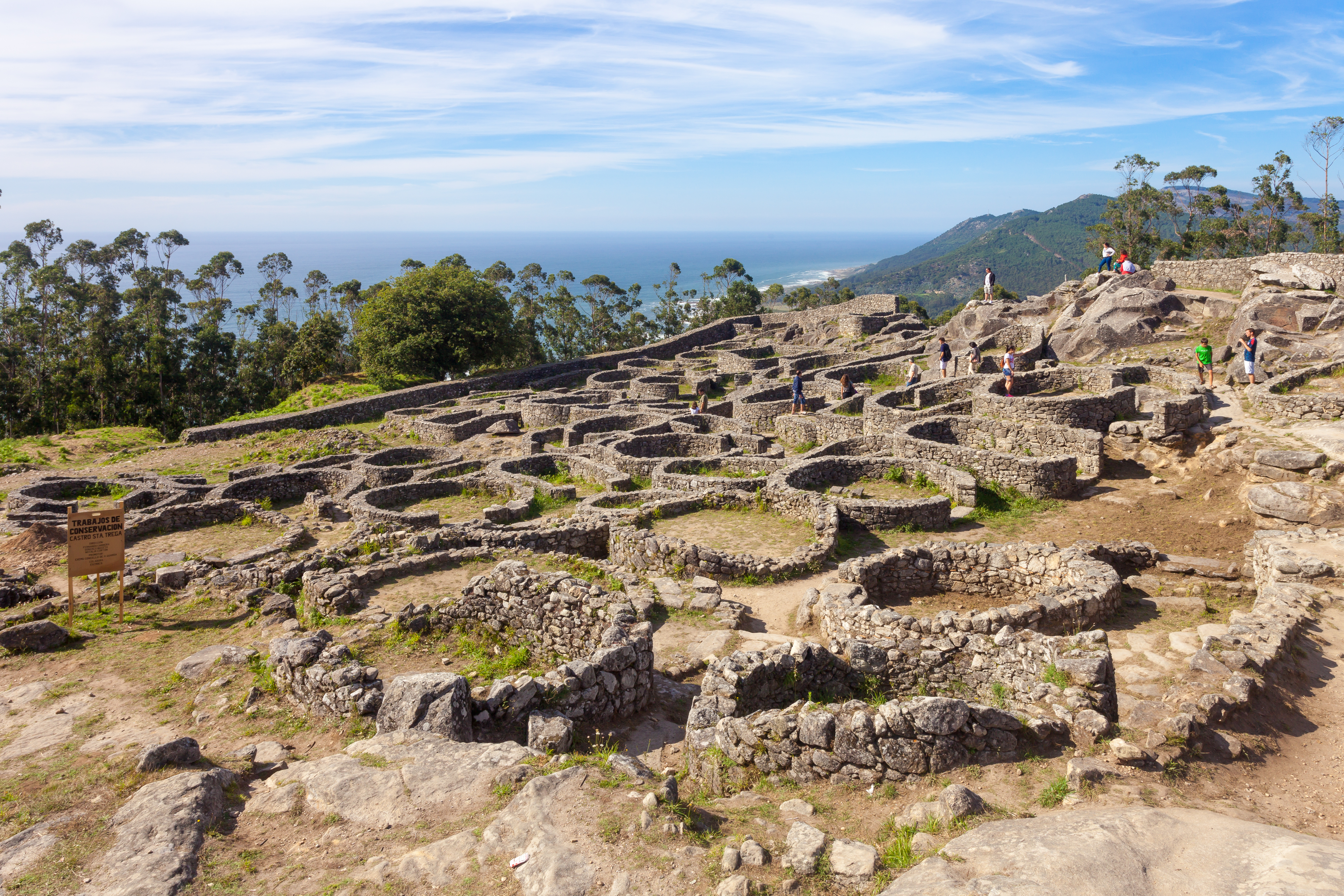
Castro of Santa Trega, i Galicien i Spanien

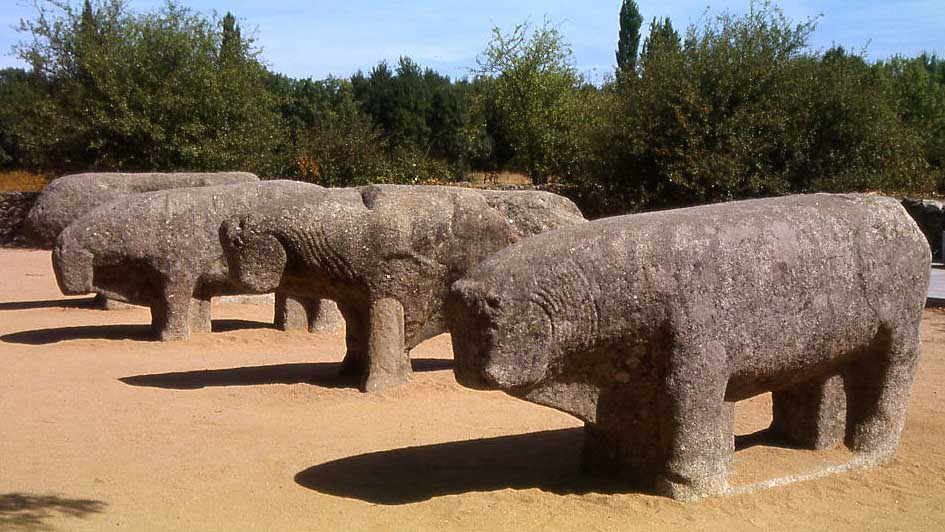
Verracos

Järnåldern på den Iberiska halvön har två viktiga centrum. Urnefälten i nordost är relaterade till Hallstatt-kulturen är det ena. Det andra är de feniciska kolonierna i söder. Under järnåldern, ofta betraktad som protohistoria för området, kom kelter i flera invandringsvågor. Denna invandring började möjligen före 600 f.Kr.
Den sydvästpaleohispaniska skriften, eller tartessisk skrift, med inskrifter i Algarve och nedre Alentejo  är daterad från slutet av 800-talet till 500-talet f.Kr. Det är möjligen den äldsta skriften i Västeuropa. Den kan ha sina rötter från östra Medelhavet, kanske från Anatolien eller Grekland.

### Tidiga järnålderskulturer
Järnåldern började omkring 800 f.Kr. och varade fram till romarnas erövring av Spanien, varefter den klassiska antiken började. Järnåldern är det sista stadiet i förhistorien, som på Iberiska halvön sammanföll med tiden för  kolonisering av olika medelhavsfolk som greker, fenicier, karthager och med invandring av folk från norra Europa som lusitaner och kelter. Järnåldern har ett drag av en blandning av inhemska kulturella inslag och influenser utifrån som nykomlingar förde med sig. Bronsålderns kulturer utvecklades kontinuerligt till järnålderns kulturer. Arkeologiska fynd vittnar om en gradvis och långsam utveckling. Kulturella och tekniska innovationer under perioden orsakar en differentiering mellan de folk som bor vid Medelhavskusten, som blev mer avancerade, och deras grannar i det inre av halvön. Järn bearbetades inte systematiskt förrän omkring 1200 f.Kr, Det användes sedan under många århundraden tillsammans med brons som material för tillverkning av vapen, verktyg och smycken. Specialiserade järnsmeder gjorde det sedan under några århundraden möjligt att förbättra järnmetallurgin till att helt dominera över bronsmetallurgin. Dateringen för järnets introduktion på Iberiska halvön är svår. Järnmetallurgi samexisterade med bronsmetallurgi under flera århundraden. Det är möjligt att järnet kom med de feniciska kolonisatörerna omkring 1 000 f.Kr. Även grekerna, som grundade sin första koloni  i provinsen Girona på 700-talet f. Kr kände till järntekniken. Från 900 f.Kr. och framåt började kelterna migrera till halvön. De var redan då bekanta med metallen och var beväpnade med svärd, spjut, sköldar och hjälmar av järn. Verktyg av härdat stål användes på den iberiska halvön redan i slutet av 800-talet f.Kr. I slutet av 800-talet f.Kr. började Urnefältskulturen i nordöstra delen av Iberiska halvön att utveckla järnmetallurgi, och så småningom utvecklades den till Hallstattkulturen. De tidigaste spåren av denna kultur har hittats längs det nedre loppet av floden Ebro. Området expanderade sedan gradvis uppströms till La Rioja och i en hybrid form av lokalt ursprung till Alava. Det fanns också en expansion söderut in i Castelló, dock med mindre markerade influenser längre söderut. Vissa utlöpare av kulturen har upptäckts längs de iberiska bergen, möjligen en början till bildandet av den keltiberiska kulturen.
Under denna tid utvecklades en sociala differentiering mer tydligt med tecken på lokala hövdingedömen med en elit av ryttarkrigare. Dessa omvandlingar var troligen en följd av ankomsten av nya kulturer från Centraleuropa. Från dessa utposter i övre Ebro och de iberiska bergen expanderade den keltiska kulturen till den spanska platån och Atlantkusten. 
Flera grupper uppstod och kan beskrivas: Bernorio-Miraveche-gruppen  med utbredning i norra Burgos och Palencia provinserna, som skulle påverka folken i den norra utkanten av halvön.
Den nordvästra Castro-kulturen, i Galicien och norra Portugal,med en egenartad keltisk kultur med bestående rester i flera aspekter av en tidigare atlantisk bronsålderskultur.
Duero-gruppen, möjligen föregångaren till den keltiska Vaccei-stammen.
Cogotas II-kulturen var troligtvis föregångare till de keltiska eller keltiberiska vettonerna, eller en förkeltisk kultur med betydande keltiska influenser. Kulturen var domunerande boskapsskötande kultur som expanderade söderut in i Extremadura.
Den lusitanska kulturen, föregångaren till stammen Lusitaner, bosatta i centrala Portugal och Extremadura i västra Spanien. Lusitanerna anses oftast  inte vara keltister eftersom det lusitanska språket inte uppfyller vissa av de accepterade definitionerna av ett keltiskt språk. Lusitanernas förhållande till den omgivande keltiska kulturen är oklart. Vissa menar att det i huvudsak var en förkeltisk iberisk kultur med betydande keltiska influenser, medan andra hävdar att det var en huvudsakligen keltisk kultur med starka inhemska förkeltiska influenser. Forskare har framlagt argument för att klassificera det lusitanska språket som en form av arkaisk keltiska eller protokeltiska. Alla dessa grupper av indoeuropéer hade några gemensamma element, som så kallad kammad keramik från 600-talet och enhetliga vapen.
Efter cirka 600 f.Kr. ersattes urnegravfälten i nordöst av den iberiska kulturen, en process som inte fullbordades förrän på 300-talet f.Kr. Då avskildes gruppen fysiskt från sina kontinentala släktingar. Kelterna på den iberiska halvön fick sedan aldrig ta del av de kulturella influenserna från La Tène-kulturen, och inte heller druider.

### Post-Tartessos järnålder

Huvudspråkområdena i förromerska Iberien, enligt epigrafi och toponymi.

Även på 600-talet f.Kr. skedde en kulturell förändring på sydvästra Iberiska halvön i södra Portugal och närliggande delar av Andalusien. Det skedde främst efter Tartessos fall. Kulurinflytandet hade en stark medelhavskaraktär som modifierade den tartessiska kulturen. Detta inträffade främst i södra Alentejo och Algarve, men hade förlängningar längs kusten upp till floden Sados mynning vilket den viktiga staden Bevipo visar (moderna Alcácer do Sal). Den första formen av skrift i västra Iberiska halvön (söder om Portugal), den så kallade sydvästra paleo-spanska skriften dateras till 600-talet f.Kr., och visar ett starkt tartessiskt inflytande och använde ett modifierat feniciskt alfabet. I dessa skrifter förekommer ordet Conii som liknar orden Cunetes eller Cynetes, namnet på folket i Algarve.
På 300-talet f.Kr. uppträder Celtici, en sen expansion av den keltiska kulturen i sydväst i södra Extremadura, Alentejo och norra Algarve.Stammarna Turduli och Turdetani, var troligen ättlingar till tartesserna, fastän de blev keltiserade, etablerade sig i området kring floden Guadiana, i södra Portugal. En rad städer i Algarve, som Balsa (Tavira), Baesuris (Castro Marim), Ossonoba (Faro) och Cilpes (Silves), blev bebodda av cyneterna.
De grekiska och feniciska kolonierna beskrivas i den följande artikeln Spaniens tidiga historia i denna serie. Det samma gäller Tartessos och den iberiska kulturen.